# 카르티케야
카르티케야 (IAST: Kārttikeya) 또는 스칸다, 무루간은 힌두교의 군신이다. 그는 일반적으로 신 시바와 파르바티의 아들이자 가네샤의 형제로 묘사된다.
카르티케야는 베다 시대부터 인도 아대륙에서 중요한 신이었다. 산스크리트 문학에서 스칸다에 대한 언급은 기원전 5세기로 거슬러 올라가며, 카르티케야와 관련된 신화는 기원전 2세기경 북인도에 널리 퍼졌다. 기원전 1세기와 그 이전의 고고학적 증거는 그의 도상학이 힌두교의 불의 신인 아그니와 연관되어 있음을 보여주며, 이는 카르티케야가 초기 힌두교에서 중요한 신이었음을 나타낸다. 카우마람은 주로 카르티케야를 숭배하는 힌두교 종파이다. 남인도의 주요 카우마람 숭배와 사원 외에도, 그는 북인도와 동인도에서 마하세나와 쿠마라로 숭배된다. 무루가는 타밀 상감 문학에 언급된 쿠린지 지역의 수호신이다. 신학자들에 따르면, 타밀 신인 무루가는 시간이 지나면서 베다 신인 스칸다 카르티케야와 합쳐졌다. 그는 타밀어와 타밀 문학의 수호신으로 여겨지며, 나키라나르의 티루무루카루파다이와 아루나기리나타르의 티루푸칼과 같은 문학 작품은 무루가에게 헌정되었다.
카르티케야의 도상학은 상당히 다양하다. 그는 일반적으로 인도공작(파라바니라고 불림)을 타거나 근처에 있으며, 때로는 깃발에 수탉 문양을 가진 영원히 젊은 남자로 묘사된다. 그는 어머니 파르바티가 주었다고 전해지는 벨이라는 창을 휘두른다. 대부분의 아이콘은 그를 머리 하나로 묘사하지만, 일부는 머리가 여섯 개인데, 이는 그가 여섯 소년에서 합쳐지거나 여섯 번의 수태에서 태어났다는 그의 탄생 전설을 반영한다. 그는 어린 시절부터 빠르게 성장하여 전사가 되었고, 데바 군대를 이끌었으며, 타라카수라와 수라파드마를 포함한 아수라들을 파괴한 공로를 인정받는다. 그는 윤리적인 삶과 시바파 신학을 가르친 철학자로 여겨진다.
그는 스리랑카, 동남아시아 (특히 말레이시아, 싱가포르, 태국 및 인도네시아), 상당한 타밀족 인구가 있는 다른 국가 (피지, 모리셔스, 남아프리카 공화국 및 캐나다 포함), 카리브 제도 국가 (트리니다드 토바고, 가이아나 및 수리남 포함), 그리고 상당한 인도 이주민 인구가 있는 국가 (미국 및 오스트레일리아 포함)에서도 숭배된다.

## 어원과 명칭
카르티케야라는 별명은 이 신의 탄생과 관련된 상황에서 유래한다. 스칸다 푸라나에 따르면, 시바에게서 여섯 개의 신성한 불꽃이 솟아나 여섯 명의 아기 남자아이를 형성했다. 이 아이들은 크리티카라고 알려진 시녀들에 의해 길러졌다. 나중에 파르바티는 이들을 하나로 합쳐 여섯 머리의 카르티케야를 만들었다. 카르티케야는 산스크리트어로 "크리티카의 자식"을 의미한다. 힌두교 문헌에 따르면, 그는 108가지 다른 이름으로 알려져 있지만, 다른 이름들도 일반적으로 사용된다. 이 중 가장 흔한 이름으로는 스칸다(skanda-에서 유래, '뛰어오르다' 또는 '공격하다'), 무루가('잘생긴'), 쿠마라('젊은'), 수브라마냐('투명한'), 센틸('승리하는'), 벨란(벨을 휘두르는 자), 스와미나타(신들의 지배자), 사라바나바바(갈대밭에서 태어난), 아루묵하 또는 샨묵하(여섯 얼굴을 가진), 다나다파니(철퇴를 휘두르는 자), 칸다(구름) 등이 있다.
무루가라는 이름은 남부, 특히 타밀나두주와 케랄라주에서 인기가 많으며, 타밀어와 말라얄람어와 같은 드라비다어족 언어에서 명사의 성별 형태론적 변화로 남성 접미사 -n이 붙어 "무루간"의 형태로 나타난다.
그의 이미지를 담은 고대 동전에는 그의 이름이 쿠마라, 브라마냐, 또는 브라마냐데바로 새겨져 있다. 일부 고대 인도-스키타이 동전에는 그의 이름이 그리스 문자로 스칸다, 쿠마라, 비샤카로 나타난다.

## 전설

### 탄생
다양한 인도 문학 작품은 카르티케야의 탄생을 둘러싼 여러 이야기를 전한다. 발미키의 라마야나 (기원전 7세기에서 4세기)에서는 그가 루드라와 파르바티 신의 자녀이며, 그의 탄생은 아그니와 강가의 도움을 받았다고 묘사된다. 기원전 3세기 힌두 서사시 마하바라타의 샬랴 파르바(Shalya Parva)와 아누샤사나 파르바(Anushasana Parva)는 스칸다의 전설을 이야기하며, 그를 마헤슈바라(시바)와 파르바티의 아들로 제시한다. 시바와 파르바티가 성교 중 방해를 받아 시바가 실수로 정액을 흘리게 되었다. 이 정액은 갠지스강에 보관되었고, 아그니 신의 열기로 보존되어 결국 아기 카르티케야로 태어났다.
시바 푸라나에 따르면, 아수라 타라카수라는 창조신 브라흐마를 기쁘게 하기 위해 고행을 수행했다. 브라흐마는 그에게 두 가지 축복을 내렸다. 첫째, 삼계의 모든 세계에서 그와 동등한 자가 없을 것이며, 둘째, 오직 시바의 아들만이 그를 죽일 수 있을 것이라는 것이었다. 시바는 요기였기 때문에 아이를 낳을 가능성이 거의 없었고, 따라서 타라카수라는 거의 영생을 얻게 되었다. 그는 삼계를 지배하려는 목표로 데바들을 스바르가에서 추방했다. 데바의 왕 인드라는 시바의 명상을 방해하고 그를 사랑의 생각으로 유혹하여 그가 자손을 낳아 타라카수라의 불멸성을 끝내도록 하는 계획을 세웠다. 시바는 명상에 몰두하고 있었고, 자신을 배우자로 삼으려 했던 히마반의 딸 파르바티의 구애를 거의 눈치채지 못했다. 인드라는 사랑의 신 카마데바와 그의 배우자 라티에게 시바를 방해하라고 지시했다. 시바는 이 행동에 분노하여 카마데바를 재로 태워버렸다. 그러나 시바의 관심은 자신을 사로잡기 위해 고행을 한 파르바티에게로 향했고, 그녀와 결혼하여 카르티케야를 잉태했다.

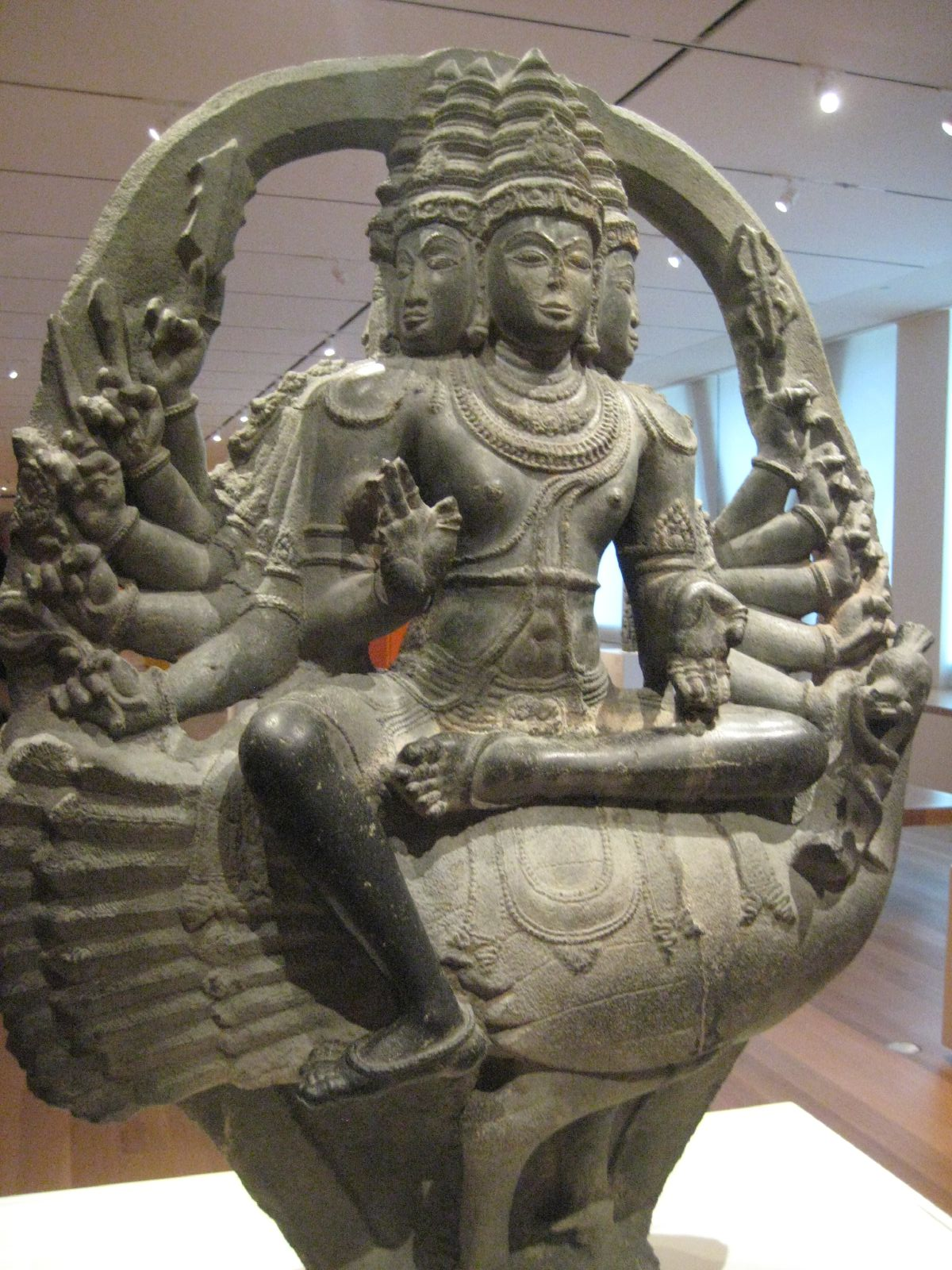
공작에 앉아 있는 여섯 머리 카르티케야, 서기 12세기

17세기 문헌 칸다 푸라남(타밀어로 된 스칸다 푸라나의 번역본)에 따르면, 아수라 형제 수라파드마, 심하무카, 타라카수라가 시바에게 고행을 수행했고, 시바는 그들에게 다양한 무기와 시바의 아들만이 그들을 죽일 수 있다는 소원을 허락하여 그들에게 거의 불멸을 주었다. 그들은 이후 데바를 포함한 다른 천체 존재들을 억압하고 삼계에서 폭정을 시작했다. 데바들이 시바에게 도움을 간청했을 때, 시바는 자신의 몸에 다섯 개의 머리를 더 나타내었고, 각각의 머리에서 신성한 불꽃이 솟아났다. 처음에는 바람의 신 바유가 그 불꽃들을 운반했지만, 견딜 수 없는 열기 때문에 불의 신 아그니에게 넘겨주었다. 아그니는 그 불꽃들을 갠지스강에 떨어뜨렸다. 갠지스강의 물은 불꽃의 강렬한 열기로 인해 증발하기 시작했다. 강가는 그들을 사라바나 호수로 데려갔고, 그곳에서 불꽃들은 여섯 명의 아기 남자아이로 성장했다. 이 여섯 소년들은 크리티카스에 의해 길러졌고, 나중에 파르바티에 의해 하나로 합쳐졌다. 그리하여 여섯 머리 카르티케야가 태어났고, 그는 데바들의 도움 요청에 응하여 아수라들로부터 그들을 구원하기 위해 잉태되었다.
5세기 문헌 쿠마라삼바바바(직역: '쿠마라의 탄생')는 그의 탄생에 대한 유사한 이야기를 전한다. 여기서 아그니는 시바의 정액을 운반하여 바기라티강 (갠지스강의 상류)에 놓는다. 크리티카스가 강에서 목욕할 때 그들은 임신하여 카르티케야를 낳는다.
카르티케야의 부모에 대한 또 다른 설명은 마하바라타의 바나 파르바(Vana Parva)에 언급되어 있는데, 그는 아그니와 스바하의 아들로 묘사된다. 아그니가 사프타리시(일곱 위대한 현자)의 아내들을 만나러 갔을 때, 아내들 중 아무도 아그니의 사랑의 감정에 응답하지 않았지만, 스바하가 그 자리에 있었고 아그니에게 매력을 느꼈다고 전해진다. 스바하는 여섯 아내 중 여섯 명의 아내의 모습으로 차례로 변하여 아그니와 여섯 번 성교했다. 그녀는 바시스타의 아내 아룬다티의 비범한 미덕의 힘 때문에 아룬다티의 모습을 취할 수 없었다. 스바하는 아그니의 정액을 갠지스강의 갈대밭에 뿌렸고, 그곳에서 그것이 자라 여섯 머리 스칸다로 태어났다.

### 유년기

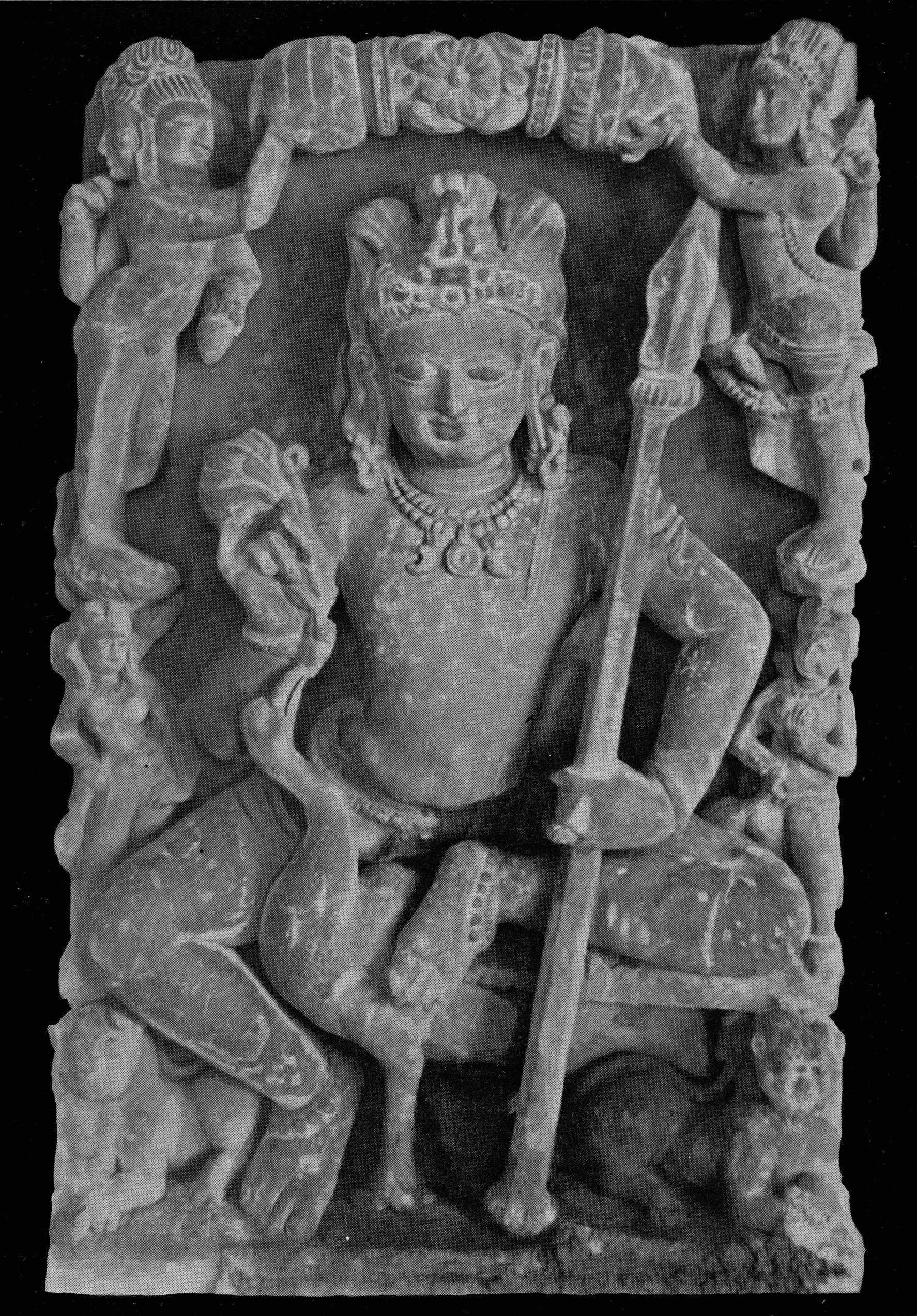
카나우지 출토 카르티케야 조각상, 서기 8세기

칸다 푸라남에서 카르티케야는 우주에서 노는 아이로 묘사된다. 어린 시절, 그는 행성들의 궤도를 가지고 놀고, 카일라샤의 산들을 메루산 꼭대기에 쌓고, 갠지스강의 흐름을 멈추는 등 여러 위업을 달성한다. 그는 옴의 의미를 설명할 수 없어서 브라흐마를 감금한다. 시바가 만트라의 의미를 묻자, 카르티케야는 아버지에게 그것을 가르친다. 마하바라타에 따르면, 데바들과 신들은 그에게 다양한 물건과 동물들을 선물한다.
칸다 푸라남에 따르면, 현자 나라다가 어느 날 카일라샤에 있는 시바를 방문하여 그에게 그나나 팔람 (지혜의 열매)을 선물했다. 이 열매는 일반적으로 망고로 여겨진다. 시바는 이 열매를 두 아들인 가네샤와 카르티케야에게 나누어 줄 의향을 표했지만, 나라다는 열매를 나눌 수 없다고 조언했다. 그래서 열매는 세계를 세 번 가장 먼저 도는 자에게 주기로 결정되었다. 도전을 받아들인 카르티케야는 자신의 공작 탈것을 타고 전 세계를 여행하기 시작했다. 그러나 가네샤는 세상이 자신의 부모인 시바와 샥티가 결합한 것 이상이 아니라고 추측하고, 그들을 세 번 돌아서 열매를 얻었다. 카르티케야가 돌아왔을 때, 그는 자신의 노력이 헛되었다는 것을 알고 격분했으며, 속았다고 느꼈다. 그는 모든 소유물을 버리고 카일라샤를 떠나 팔라니 언덕에 은자로 거주하게 되었다. 프레드 클로디에 따르면, 카르티케야는 소년기에서 성숙해야 한다는 필요성 때문에 이렇게 했다. 카밀 츠벨레빌에 따르면, 카르티케야는 망고나 석류와 같은 어떤 물리적인 열매가 아니라 그의 신도들을 위한 진정한 지혜의 열매를 나타낸다.

### 아수라와의 전쟁

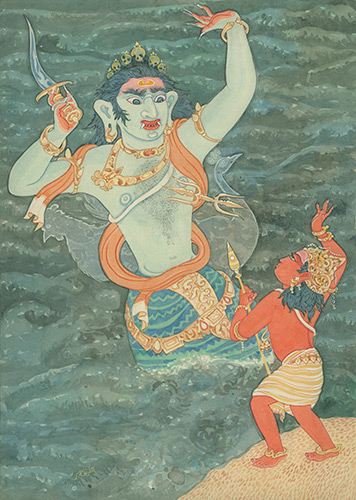
카르티케야가 수라파드마와 대결하는 모습을 묘사한 그림

카르티케야는 시바에게서 힘을 물려받았지만, 순수하고 장난스러웠다. 시바는 그에게 천상의 무기와 신성한 벨을 주었는데, 이는 샤크티 (파르바티)의 힘을 구현한 것이다. 벨을 얻으면서 카르티케야는 선과 악을 구별하는 지식을 얻게 되었다. 칸다 푸라남과 쿠마라삼바바(Kumarasambhavam)는 카르티케야가 아수라들과 싸운 전쟁을 이야기한다. 카르티케야는 아수라들의 폭정에서 데바들을 구원하기 위해 태어났기 때문에, 데바들의 사령관으로 임명되어 아수라들과 충돌했다. 시바는 그가 태어난 목적이었던 압제적인 아수라 형제들을 물리치는 데 도움이 되도록 30,000명의 전사로 이루어진 군대를 주었다. 카르티케야는 비라바후가 이끄는 아홉 전사들의 도움을 받았는데, 이들은 그의 군대의 부사령관으로 봉사했다. 이 아홉 명의 전사들은 샥티의 실람부 (발찌)에서 나타난 샥티의 아홉 하위 복제물로부터 태어났다.
카르티케야는 아수라와 데바가 모두 시바의 후손이며, 아수라가 그들의 방식을 고친다면 갈등을 피할 수 있다고 믿었다. 그는 사절을 보내 이러한 내용을 전달하고 아수라들에게 공정한 경고를 주었지만, 그들은 이를 무시했다. 카르티케야는 타라카수라와 그의 부관 크로우차카를 그의 벨로 죽였다. 타라카수라는 자신의 전쟁이 시바와의 전쟁이 아니라고 생각하여 시바의 아들을 마주하는 것에 혼란스러워했지만, 카르티케야는 그의 시야가 마야에 가려져 있었기 때문에 그를 물리칠 필요가 있다고 느꼈다. 츠벨레빌은 이 에피소드를 카르티케야의 성년식으로 해석한다.
카르티케야는 다음 형제 심하무카를 죽이고 최종 전투에서 수라파드마와 대결했다. 수라파드마는 여러 개의 머리, 팔, 다리를 가진 거대한 형태로 변신하여 카르티케야를 위협하려 했다. 카르티케야가 자신의 벨을 던지자 수라파드마는 바다로 도망쳐 거대한 망고 나무 형태로 변했고, 이 나무는 삼계에 걸쳐 퍼졌다. 카르티케야는 자신의 벨을 사용하여 나무를 반으로 쪼갰고, 각 반쪽은 각각 공작과 수탉으로 변했다. 수라파드마가 죽은 후, 카르티케야는 공작을 그의 바하나로, 수탉을 그의 페넌트로 삼았다.

### 가족

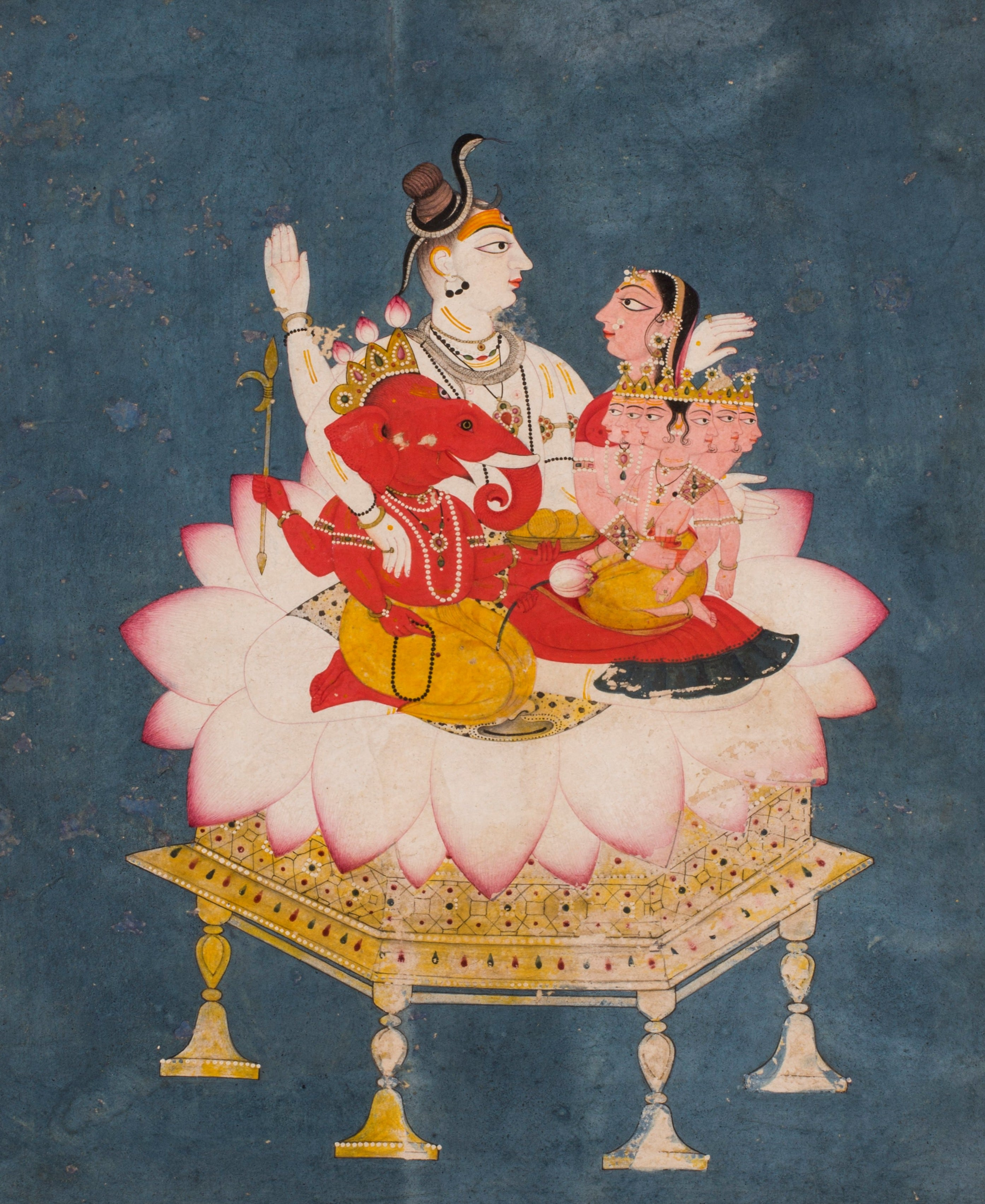
시바와 파르바티, 그리고 그들의 아들 가네샤와 카르티케야를 묘사한 18세기 그림.

인도 종교 문헌은 카르티케야와 가네샤를 시바와 파르바티의 아들로 묘사한다. 시바파 푸라나인 가네샤 푸라나, 시바 푸라나, 스칸다 푸라나는 가네샤가 둘 중 형이라고 명시한다. 마하바라타와 푸라나는 스칸다 또는 카르티케야의 다양한 다른 형제자매를 언급한다.
북인도와 동인도의 전통에서 카르티케야는 일반적으로 금욕적인 독신자로 여겨진다. 산스크리트 문학에서 카르티케야는 데바세나(직역: '데바의 군대'; 그의 남편이 '데바세나파티'(직역: '데바 군대의 사령관')였기 때문에)와 결혼했다. 데바세나는 마하바라타에서 다크샤의 딸로 묘사되지만, 스칸다 푸라나에서는 인드라와 그의 아내 샤치의 딸로 여겨진다. 타밀 문학에서 그는 두 명의 배우자를 가졌다: 데바야나이 (데바세나와 동일시됨)와 발리. 칸다 푸라남에서 데바야나이(직역: '신성한 코끼리'; 그녀가 아이라바타, 코끼리에 의해 양육되었기 때문에)는 인드라의 딸로 묘사되며, 아수라로부터 데바를 구한 카르티케야의 도움에 대한 대가로 그와 결혼했다. 카르티케야는 또한 추장의 딸인 발리와 결혼했다고 한다. 타밀 민속에서는 데바세나와 발리 모두 전생에 비슈누의 딸이었다. 그들이 환생했을 때, 데바세나는 그녀의 고행의 결과로 인드라의 딸로 입양되었고 발리는 지구에서 태어났다. 그러나 둘 다 시바의 아들과 결혼할 운명이었다.

## 문학

### 베다 문헌과 서사시
고대 베다에는 카르티케야를 지칭하는 것으로 해석될 수 있는 "스칸다"에 대한 언급이 있다. 예를 들어, 리그베다 찬가 5.2에는 쿠마라라는 용어가 나온다. 이 구절들은 무기를 던지는 밝은 색의 소년을 언급하는데, 이는 카르티케야의 밝고 빛나는 피부와 벨을 포함한 신성한 무기 소유와 같은 그의 특징을 연상시킨다. 이러한 특징들은 샤타파타 브라마나 6.1-3절과 같은 다른 베다 문헌에서도 발견된다. 초기 베다 문헌에서는 쿠마라가 카르티케야를 언급하는 데 사용되는 이름 중 하나이지만, 신화는 다르다. 이 문헌들에서는 아그니가 쿠마라로 묘사되며, 그의 어머니는 우샤스 (새벽의 여신)이고 아버지는 푸루샤이다. 타이티리야 아란야카 10.1절은 산묵하(여섯 얼굴을 가진 자)를 언급하며, 바우다야나 다르마수트라(Baudhayana Dharmasutra)는 집주인의 통과 의례에 스칸다(카르티케야)와 그의 형제 가나파티(가네샤)에게 함께 기도하는 내용이 포함되어 있다고 언급한다. 찬도기아 우파니샤드 (기원전 8세기에서 6세기) 7장은 사낫-쿠마라(영원한 아들)와 스칸다를 동일시하는데, 그는 현자 나라다에게 궁극적인 지식, 진정한 평화, 해방을 위한 수단으로 자신의 아트만 (영혼, 자아)을 발견하도록 가르친다. 카르티케야의 중요성에 대한 가장 초기이자 명확한 증거는 라마야나와 마하바라타와 같은 힌두교 서사시에서 나타나며, 그의 이야기가 낭독된다.

### 산스크리트 문학
스칸다에 대한 언급은 파니니 (기원전 5세기)의 저서, 파탄잘리의 마하바샤, 카우틸랴의 아르타샤스트라 (기원전 3세기에서 2세기)에서 발견된다. 칼리다사의 5세기 서사시 쿠마라삼바바는 카르티케야의 삶과 이야기를 다룬다. 카르티케야는 18개의 힌두교 종교 문헌 장르인 마하푸라나 중 가장 큰 스칸다 푸라나의 주요 주제를 이룬다. 이 문헌은 81,000개 이상의 구절을 포함하며 시바파 문학의 일부이다. 이 문헌은 스칸다(카르티케야)의 이름을 따서 명명되었지만, 그는 다른 시바 관련 푸라나에서보다 더 두드러지게 나타나지는 않는다. 이 문헌은 전쟁의 신 스칸다와 관련된 힌두교 전통에 중요한 역사적 기록이자 영향을 미쳤다. 스칸다 푸라나라는 이름의 가장 초기의 문헌은 아마도 6세기경에 존재했을 것이지만, 현대까지 전해지는 스칸다 푸라나는 여러 버전으로 존재한다.

### 타밀 문학

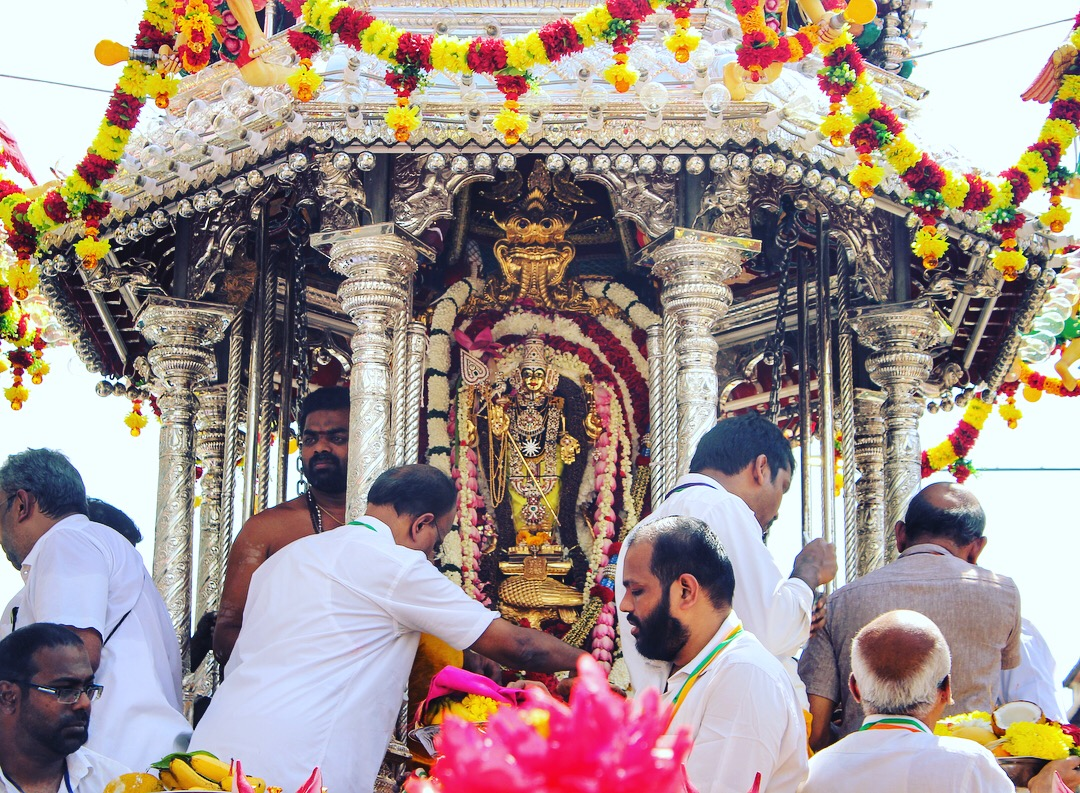
타이푸삼 타밀 축제에서 카르티케야가 행렬로 숭배된다.

기원전 2세기 고대 타밀 문헌 톨카피암은 무루간과 동일시되는 체욘("붉은 자")을 언급하는데, 그의 이름은 무루칸("젊은이")으로 언급된다. 기원전 3세기에서 서기 5세기 사이로 추정되는 현존하는 상감 문학 작품들은 "파란 공작에 앉아 항상 젊고 빛나는 붉은 신"인 무루간을 "타밀인들이 가장 좋아하는 신"으로 찬양한다. 코라바이는 종종 무루간의 어머니로 여겨진다. 서기 2세기에서 4세기 사이로 추정되는 티루무루카루파다이는 무루간에게 헌정된 고대 타밀 서사시이다. 그는 무루구라 불리며 아름다움과 젊음의 신으로 묘사되며, "그의 몸은 에메랄드 바다에서 솟아오르는 태양처럼 빛난다"와 같은 찬사가 있다. 그는 각각 기능을 가진 여섯 얼굴과 열두 팔을 가지고 있으며, 산악 지역에 그에게 헌정된 사원들과 악에 대한 그의 승리를 이야기한다. 고대 타밀어 사전 핑칼란다이는 벨이라는 이름을 타라카수라를 죽인 자와 동일시한다. 서기 3세기 상감 문학 작품인 파리파탈은 카르티케야를 세벨("붉은 창")과 네두벨("위대한 창")로 언급한다.

### 불교
대승 불교에서 열반경은 쿠마라를 일반인들이 숭배하는 80명의 신 중 하나로 언급한다. 아리아 카니크로다바즈라쿠마라보살 사다나비디 수트라 (T 1796)는 신에게 바쳐진 만트라 암송 부분을 특징으로 하며, 그곳에서 그는 이슈바라와 짝을 이룬다. 이싱의 마하바이로차나 탄트라 주석은 쿠마라가 이슈바라의 아들이라고 명확히 한다. 16세기 시암어 문헌 지나칼라마리(Jinakalamali)는 그를 수호신으로 언급한다.

## 도상학과 묘사

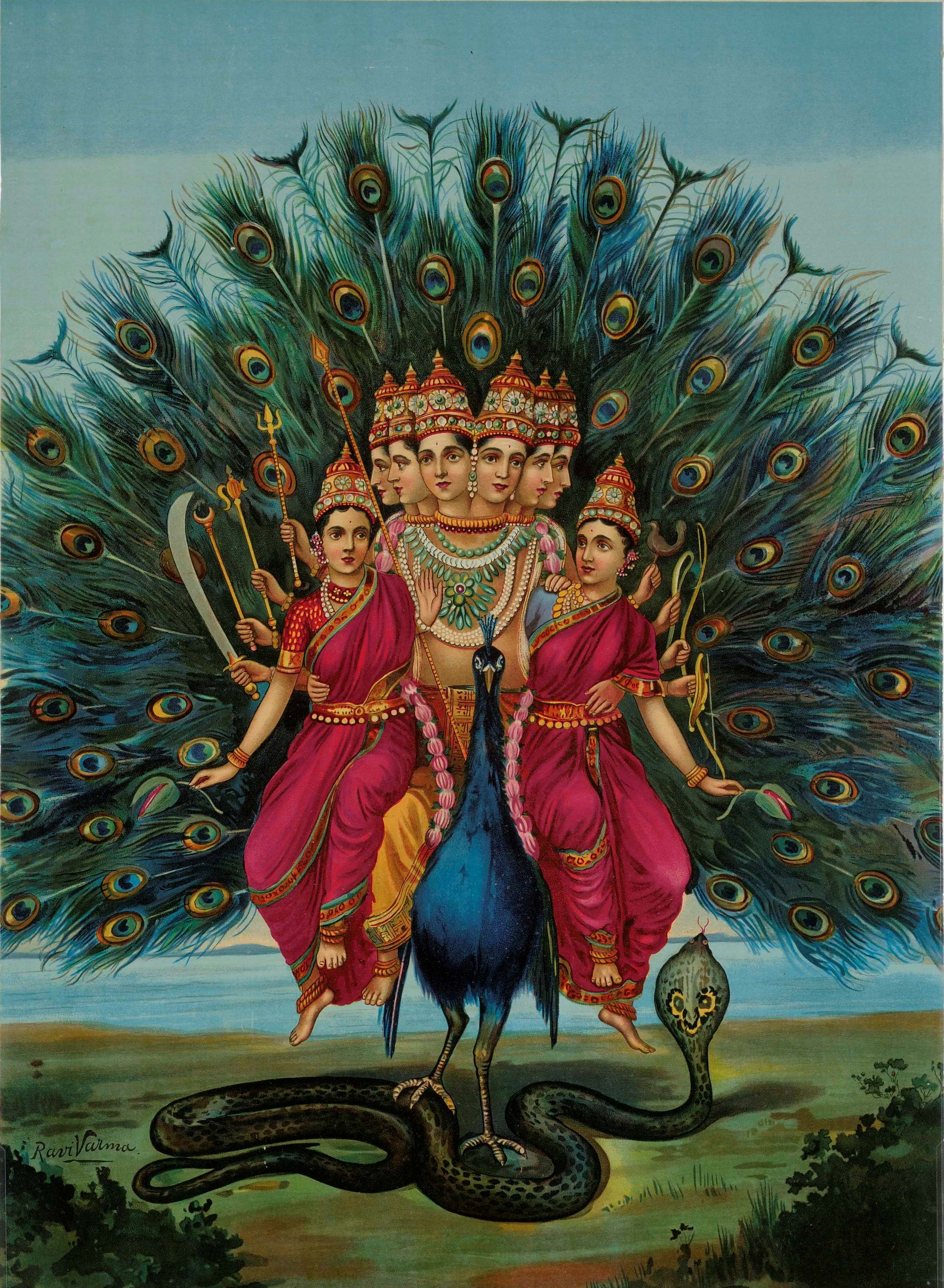
라자 라비 바르마 (1848–1906)의 그림, 공작 위에 두 배우자와 함께 있는 여섯 머리 카르티케야

기원 1세기와 2세기 쿠샨 제국 시대의 고대 야우데야와 쿠샨 동전은 카르티케야를 머리 하나 또는 여섯 개로 묘사하는데, 머리 하나로 묘사된 것이 더 흔하다. 마찬가지로, 조각상들은 그를 머리 하나 또는 여섯 개로 보여주는데, 여섯 머리 도상학은 굽타 제국 이후 시대에 해당한다. 쿠샨 시대의 간다라와 마투라에서 발견된 예술 작품은 그를 머리 하나로, 도티 (허리에 두르고 다리를 덮는 천) 갑주를 입고, 오른손에는 창을, 왼손에는 수탉을 들고 있는 모습으로 보여준다. 간다라의 예술 작품은 그를 스키타이 복장으로 보여주는데, 이는 당시의 지역 복장 문화를 반영하며, 파르티아의 영향에서 비롯된 수탉과 같은 새는 전사 신으로서 카르티케야의 민첩성과 기동성을 상징할 수 있다. 카르티케야의 도상학은 그를 사냥꾼과 철학자의 속성을 가진 전사로 차려입은 젊은 신으로 묘사한다.
그는 파르바티가 그에게 준 벨이라는 신성한 창을 휘두른다. 벨은 그의 힘, 즉 샤크티를 의미하며 용기, 용맹, 의로움을 상징한다. 그는 때때로 검, 투창, 철퇴, 원반, 활을 포함한 다른 무기를 들고 묘사되기도 한다. 그의 바하나 또는 탈것은 파라바니라고 알려진 공작으로 묘사된다. 초기 도상학에서는 코끼리를 타고 있는 것으로 묘사되었지만, 6세기 이후에는 여섯 얼굴의 신이 공작을 타는 도상학이 확고히 자리 잡았으며, 그의 역할도 전사에서 철학자-교사로 진전되고 시바파 정경에서의 중요성도 증가했다. 스칸다 푸라나에 따르면, 카르티케야가 아수라 수라파드마와 대결했을 때, 수라파드마는 망고 나무로 변했고, 카르티케야는 자신의 벨을 사용하여 나무를 반으로 쪼갰다. 나무의 한쪽 절반은 그의 탈것인 공작이 되었고, 다른 쪽 절반은 그의 깃발에 새겨진 수탉이 되었다.

## 역사적 발전
구하 (무루가)
형태가 있는 자이자 형태가 없는 자여,

존재이자 비존재인 자여,

향기이자 꽃인 자여,

보석이자 그 광채인 자여,

생명의 씨앗이자 생명 그 자체인 자여,

수단이자 존재 그 자체인 자여,

지고의 구루여, 오소서

그리고 은혜를 베푸소서, 오 구하 [무루간]
카르티케야는 베다 이후의 신으로, 다양한 전설 속에서 일관된 서사적 요소를 가지고 있으며, 종종 시바가 낳은 대리모 크리티카의 탄생과 관련되어 있다.
카르티케야는 위대한 전사를 의미하는 마하세나라고도 불리며, 전사이자 철학자 신이다. 그는 역사적으로 야우데야뿐만 아니라 다른 많은 고대 북부 및 서부 힌두 왕국의 수호신이었다. 현재 하리아나주의 로타크구에서 발굴된 야우데야 동전의 금석학적 화폐는 창을 휘두르는 카르티케야를 공작과 함께 묘사한다. 마하세나는 쿠샨 제국에서도 야우데야와의 접촉 이후 두드러지게 나타났는데, 쿠샨 제국은 혼합주의를 통해 마하세나의 종교적 및 군사적 도상학을 그들의 동전에 통합했다.
카르티케야는 이후 사무드라굽타 통치하의 4세기 굽타 제국이 서부로 확장하여 야우데야를 정복한 후 굽타 제국에서 두드러지게 되었다. 후기 굽타 황제들, 특히 쿠마라굽타 1세와 스칸다굽타는 에타구 비르사드(Bilsad) 기둥 비문에서 마하세나에게 헌정된 사원을 언급하는 등 카르티케야의 후원자였다.
7세기 이후 스칸다의 중요성은 서부와 북부에서 그의 형제 가네샤의 중요성이 증가하는 동안 감소했으며, 남부에서는 무루간의 전설이 계속해서 성장했다. 라만 바라다라에 따르면, 원래 타밀 신으로 여겨지던 무루간은 북인도 신들의 판테온에 채택되고 통합되는 과정을 겪었다. 반면, G. S. 구리에는 고고학적 및 금석학적 증거에 따르면, 무루간, 수브라마냐, 카르티케야로 숭배되는 현대 신은 남부의 무루간과 북부의 스칸다 및 마하세나라는 두 가지 영향의 합성물이라고 말한다. 노먼 커틀러에 따르면, 남인도와 북인도의 카르티케야-무루간-스칸다는 시간이 지나면서 합쳐졌지만, 남인도 무루간의 도상학과 신화의 일부 측면은 타밀나두주에만 독특하게 남아 있다.

## 신학
프레드 클로디에 따르면, 무루가는 양극성의 결합을 상징한다. 그는 시바파와 비슈누파 (각각 시바와 비슈누를 최고신으로 숭배)의 속성을 모두 옹호하는 통합자로 여겨진다. 카르티케야의 신학은 타밀어 문헌과 시바파 전통에서 가장 잘 발전되어 있다. 그는 드헤이밤(dheivam, 추상적인 중성 신성, 니르구나 브라흐만), 카다불(kadavul, 자연 속의 신성, 모든 것 속의 신성), 데반(Devan, 남성 신), 이라이바티밤(iraivativam, 신성한 것의 구체적 표현, 사구나 브라흐만)으로 묘사된다. 프레드 클로디에 따르면, 무루간으로서 그는 "남인도 시바파를 구성하는 문화적, 종교적 전체"를 구현한다. 그는 중심적인 철학자이자 시바파 신학의 주요 주창자이며, 타밀어의 수호신이기도 하다.
원래 무루간은 신으로 숭배되지 않고, 쿠린지 지역에서 태어난 고귀한 조상, 영웅 전사, 뛰어난 싯다르로 여겨졌다. 이러한 역할에서 그는 외국 침략에 맞서 타밀인들을 지속적으로 방어하는 수호자로 여겨졌고, 그의 놀랍고 기적적인 행동 이야기는 공동체에서 그의 위상을 높여 그를 신으로 여기게 되었다. 무루간의 삶에 대한 서사에서 주요 사건들은 그의 젊은 시절에 일어났으며, 이는 무루간을 어린 신으로 숭배하는 것을 장려했다.
스칸다는 수브라만히아로서 철학자로 여겨졌고, 무루간도 마찬가지로 타밀 문학과 시의 교사로 여겨졌다. 6세기부터 13세기까지의 후기 촐라 제국 시대에는 무루간이 교사와 철학자의 역할에 확고히 자리 잡았고, 그의 군사적 묘사는 줄어들었다. 이러한 변화에도 불구하고, 그의 묘사는 다면적이었고, 비자야나가라 제국 후기까지 스칸다와 무루간 사이에 상당한 차이가 있었지만, 그 이후에는 그가 다양한 측면을 가진 단일 신으로 받아들여졌다.

### 다른 종교

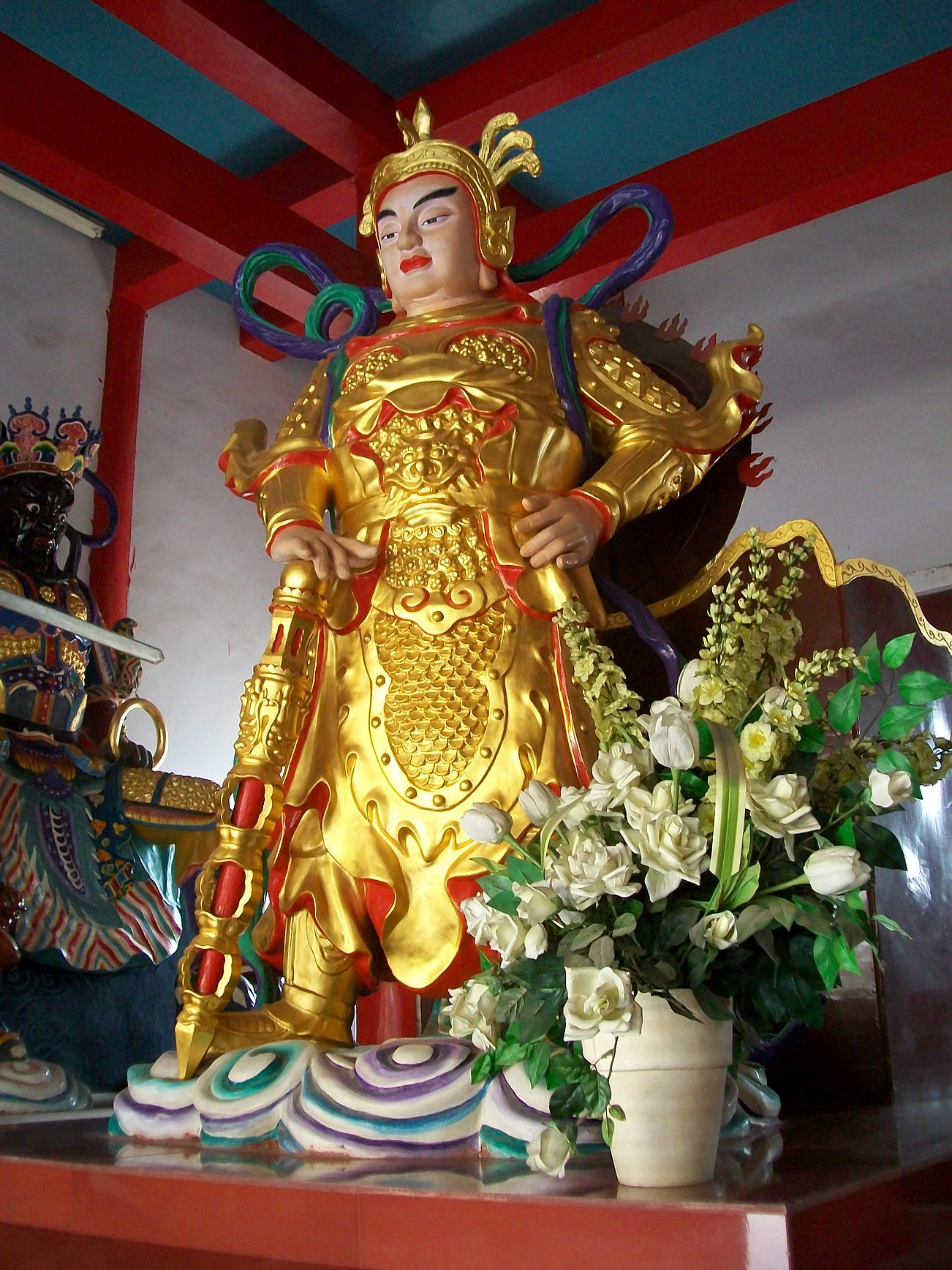
스칸다 보살은 대승 불교의 호법신이다. 위: 중국 안후이성에 있는 스칸다 동상

대승 불교에서 그는 다섯 개의 머리털과 다른 데바들의 빛을 능가하는 자줏빛 황금빛을 내뿜는 잘생긴 얼굴을 가진 마하브라마라자(Mahābrahmārāja)의 화신으로 묘사된다. 중국 불교에서 스칸다 (때때로 쿠마라라고도 함)는 젊은 천상의 장군이자 지역 수도원의 수호신, 그리고 불교 담마의 보호자로 알려져 있다. 헨릭 소렌슨에 따르면, 이러한 묘사는 당나라 이후 흔해졌고, 송나라 후기에 확고히 자리 잡았다. 그는 또한 24천의 하나로 여겨지는데, 이는 원래 힌두교 및 도교 신들이 호법신으로 중국 불교에 채택된 집단이다. 스칸다는 한국 불교에도 채택되었으며, 한국 불교 목판화와 회화에 나타난다.
리처드 곰브리치에 따르면, 스칸다는 스리랑카와 태국과 같은 나라의 상좌부 불교 판테온에서 중요한 신이었다. 니카야 삼그라하(Nikaya Samgraha)는 스칸다 쿠마라를 우풀반 (비슈누), 사만, 비비사나와 함께 땅의 수호신으로 묘사한다. 스리랑카에서 스칸다는 카타라가마 데비요로서 타밀 힌두교도와 싱할라 불교도 모두에게 인기 있는 신이다. 많은 스리랑카 불교도들은 그를 보살로 여기지만, 그는 또한 관능과 응징과도 연관되어 있다. 인류학자 가나나스 오베이에세케레는 스리랑카 불교 수행의 특징인 관능적 억제와는 대조적으로, 정서적 만족감을 부여하는 그의 주장된 힘 때문에 불교도들 사이에서 이 신의 인기가 높다고 제안했다. 아스코 파르폴라에 따르면, 자이나교 신 나이가메샤는 초기 자이나교 경전에서 공작을 타고 신성한 군대의 지도자로 묘사되는데, 이는 카르티케야의 두 가지 특징이다.

## 숭배

### 의례

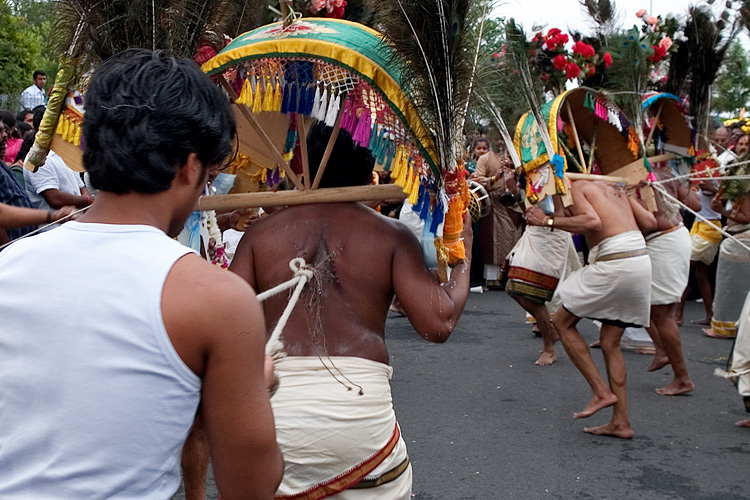
카바디 아탐 행렬

카바디 아탐은 카르티케야의 신도들이 행하는 희생 및 봉헌 의식이다. 그 기원은 이둠반에 대한 신화적 일화와 관련이 있다. 그것은 카바디(부담)라고 불리는 신체적 짐을 지는 것을 통해 부채 속박의 한 형태를 상징한다. 카바디는 가장 단순한 형태로 두 개의 반원형 나무 또는 강철 조각으로 구성된 물리적인 짐으로, 구부러져서 십자형 구조물에 부착되며, 이것은 신도의 어깨 위에 균형을 이룬다. 카바디를 짊어짐으로써 신도들은 행렬로 카르티케야에게 도움을 간청하는데, 보통 영적인 빚을 갚거나 도움이 필요한 사랑하는 사람을 위해 그렇게 한다. 숭배자들은 종종 소젖 한 항아리를 봉헌한다(팔 카바디). 가장 극단적이고 장관을 이루는 관행은 엘 카바디를 짊어지는 것인데, 이는 2미터 높이에 30kg까지 나가는 휴대용 제단으로, 공작 깃털로 장식되어 있으며, 가슴과 등의 피부에 박힌 여러 개의 꼬치와 금속 갈고리를 통해 신도의 몸에 부착된다.
옛날에 모든 현자와 신들이 시바의 거처인 카일라샤에 모였는데, 그로 인해 모인 자들이 서 있던 반구의 무게 증가로 지구가 기울어졌다. 시바는 현자 아가스티야에게 균형을 회복하기 위해 남쪽으로 이동하라고 지시했다. 아가스티야는 이둠반이라는 아수라를 고용하여 시바기리(Sivagiri)와 샥티기리(Sakthigiri, 시바와 샤크티의 산)라는 두 언덕을 어깨에 메고 남쪽에 놓아 무게의 균형을 맞추도록 했다. 이둠반은 언덕들을 메고 남쪽으로 향하다가 잠시 내려놓고 쉬었다. 다시 들으려 했지만 언덕 중 하나를 옮길 수 없었다. 그는 언덕 꼭대기에 서 있는 젊은이를 발견하고 그와 싸웠지만 패배했다. 아가스티야는 그 젊은이가 카르티케야임을 알아보고, 둘은 분쟁에 대해 논의했다. 언덕은 놓여 있던 자리에 남겨졌고, 그곳은 나중에 팔라니가 되었다. 카르티케야는 나중에 이둠반을 그의 신도로 부활시켰다. 이둠반이 어깨에 언덕을 짊어지는 신화는 카바디 관행에 영향을 미쳤을 수 있다.

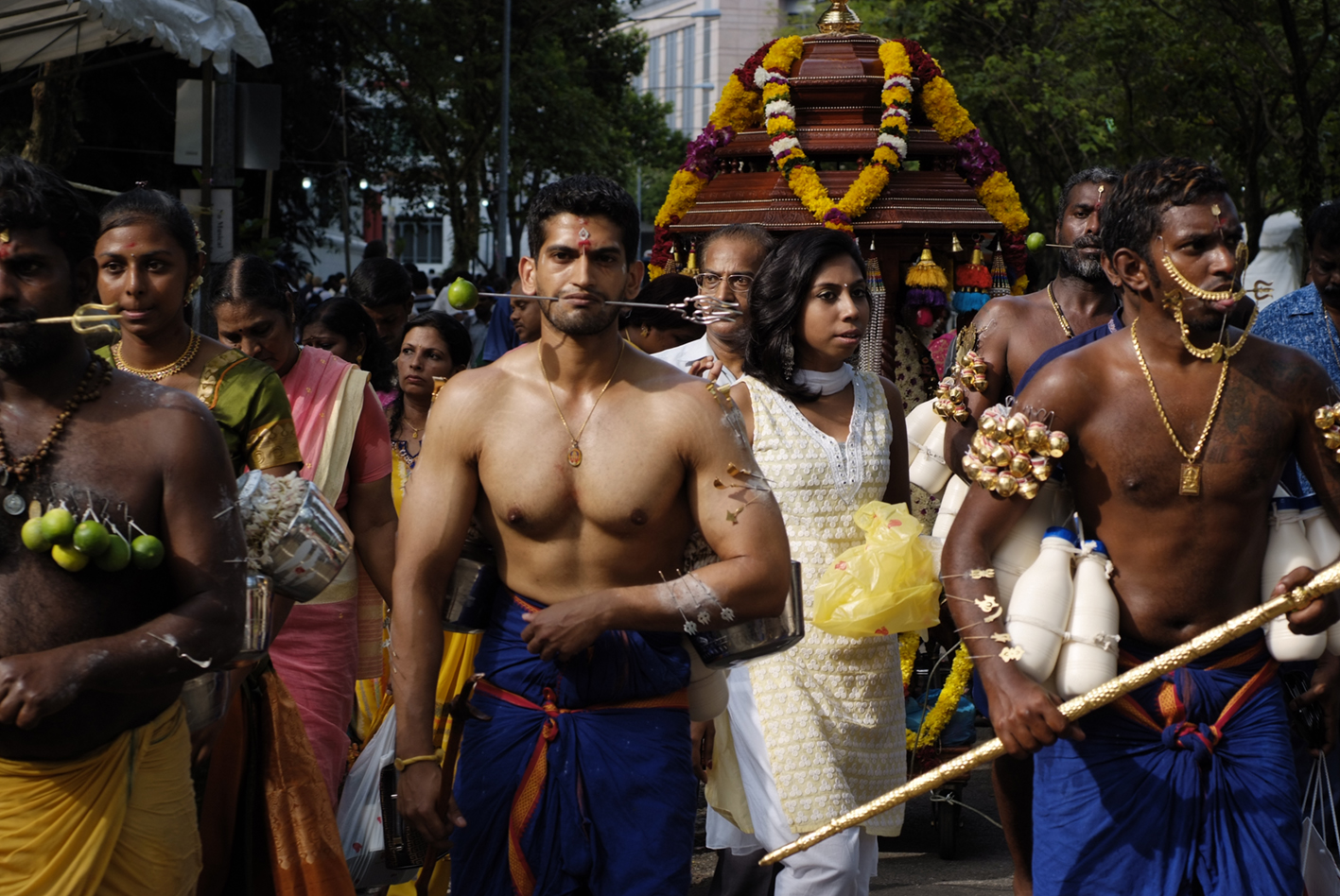
싱가포르에서 벨 꼬챙이로 의식적 피어싱을 하는 모습

숭배자들은 또한 채찍질과 벨 꼬챙이로 피부, 혀 또는 뺨을 피어싱하는 형태의 육체적 고행을 행한다. 이러한 행위는 인도에서 법적으로 금지된 자해이기 때문에 억제된다. 비부티, 즉 일종의 성스러운 재는 피어싱 부위를 포함하여 몸 전체에 뿌려진다. 북소리와 만트라 구절을 읊는 것은 신도들이 트랜스 상태에 들어가도록 돕는다. 신도들은 보통 의식을 위해 깨끗함을 유지하고, 정기적인 기도, 채식을 따르고, 단식을 하며 금욕을 지키는 것으로 준비한다. 그들은 맨발로 카르티케야의 사원으로 순례를 하며, 이러한 짐을 짊어진 채 길을 따라 춤을 춘다.
삭발례는 신도들이 어린 시절 카르티케야가 취했던 형태를 모방하여 머리카락을 버리겠다는 맹세를 의례적으로 이행하는 것으로 행해진다. 신생아는 카르티케야에게 헌정된 사원에서 삭발례와 귀 뚫기 의식을 받을 수 있다. 판차미르탐(직역: '다섯 가지의 혼합물')은 바나나, 꿀, 기, 재거리, 카다멈과 대추야자, 설탕 사탕을 함께 만든 신성하고 달콤한 혼합물로, 카르티케야에게 봉헌된다. 이 혼합물은 신성한 지식의 열매를 두고 형제 가네샤와 카르티케야가 싸운 후 가네샤가 카르티케야를 달래기 위해 만들었다고 믿어진다. 이 관행은 현대에도 사원에서 신도들에게 프라사다로 제공된다.

### 만트라와 찬송가
베트리벨 무루간우쿠 아로가라 ('벨을 휘두르는 무루간에게 승리를')는 카르티케야를 숭배할 때 신도들이 일반적으로 읊는 타밀 만트라이다. 옴 사라바나 바바는 신도들이 카르티케야를 부르기 위해 흔히 사용하는 만트라이다. 티루푸칼 ('성스러운 찬양' 또는 '신성한 영광'이라는 뜻)은 15세기 앤솔러지로, 아루나기리나타르가 무루간을 기리기 위해 작곡한 타밀어 종교 노래 모음집이다. 칸다 샤스티 카바삼은 19세기 데바라야 스와미갈이 작곡한 타밀어 경건한 노래이다.

### 사원

#### 인도

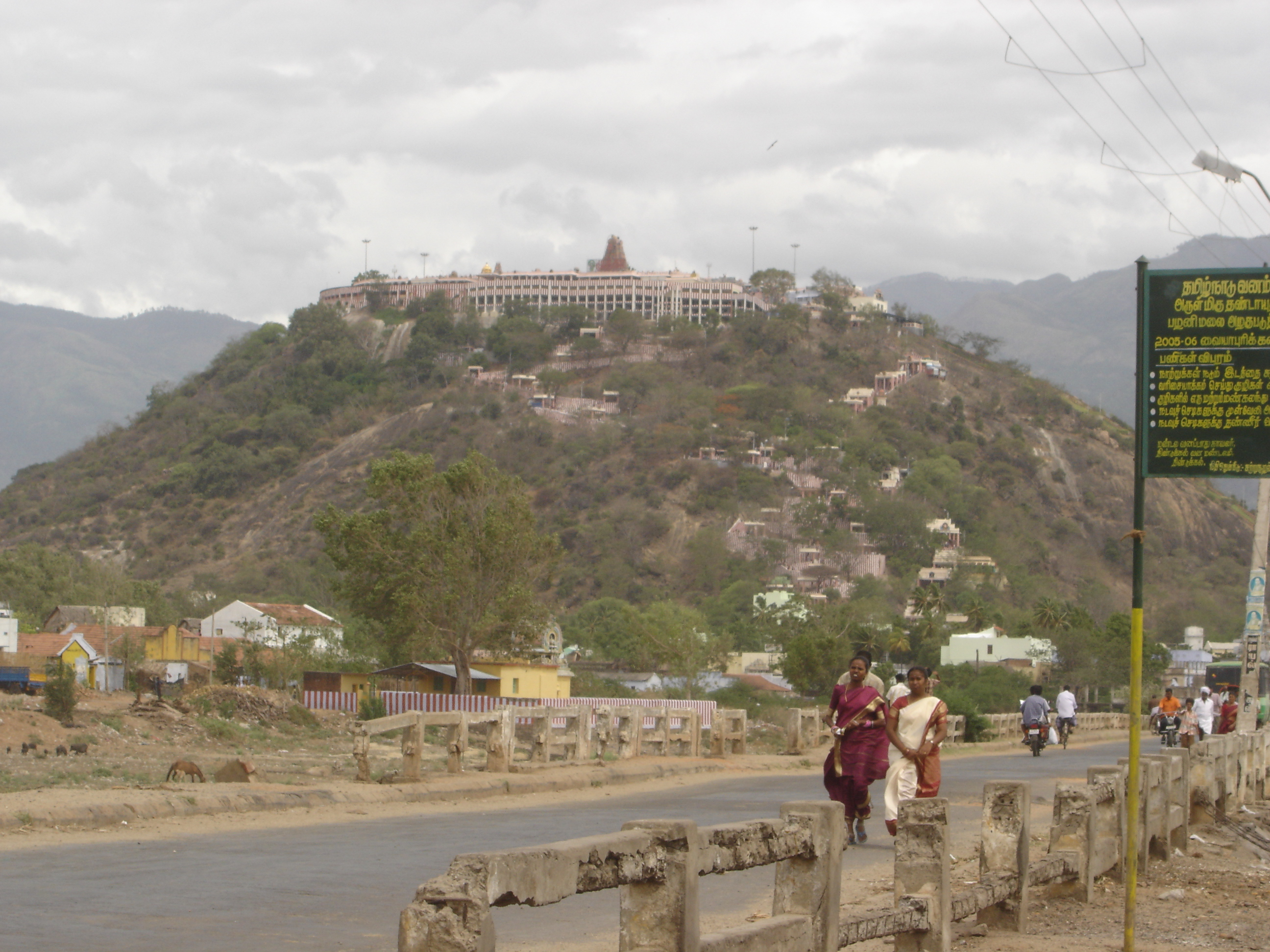
무루간의 여섯 거처 중 하나인 팔라니 무루간 사원

타밀인들의 신으로 알려진 무루간(카르티케야)에게는 타밀나두주 전역에 많은 사원이 헌정되어 있다. 옛 타밀 속담에는 언덕이 있는 곳마다 무루간에게 헌정된 사원이 있을 것이라고 한다. 그는 산악 지역인 쿠린지의 군주로 숭배되기 때문에, 그의 사원 대부분은 작은 언덕에 위치해 있다. 그중 가장 유명한 곳은 무루간의 여섯 거처로, 티루파랑쿤드람, 티루첸두르, 팔라니, 스와미말라이, 티루타니, 그리고 상감 문학에 언급된 팔람우디르촐라이에 있는 여섯 개의 사원이다. 무루간에게 헌정된 다른 주요 사원으로는 칸다코탐, 쿠마란 쿤드람, 쿠마라코탐, 마나발라날루르, 마루다말라이, 파차임마라이, 시칼, 시루바푸리, 티루포루르, 바다팔라니, 발라코타이, 바야루르, 그리고 비랄리말라이가 있다.
케랄라주의 수브라마냐에게 헌정된 예배 장소로는 하리파드, 닌두르, 키단구르, 코둠부의 사원들이 있다. 안드라프라데시주와 텔랑가나주에서는 수브라마냐, 쿠마라 스와미, 스칸다라는 이름으로 숭배되며, 주요 사원으로는 모피데비, 비카볼루, 스칸다기리, 말람, 그리고 비자야와다의 인드라킬라드리 등이 있다. 쿠케 수브라마냐와 가티 수브라마냐 사원에서는 수브라마냐로 숭배되며, 뱀의 군주로 여겨진다. 서벵골주에서는 카르티케야가 출산과 관련되어 카르티크 사원에서 숭배된다. 하리아나주 페호와, 히마찰프라데시주 마날리와 참바, 우타라칸드주 루드라프라야그 등 인도 나머지 지역에도 사원이 존재한다.

#### 인도 외부

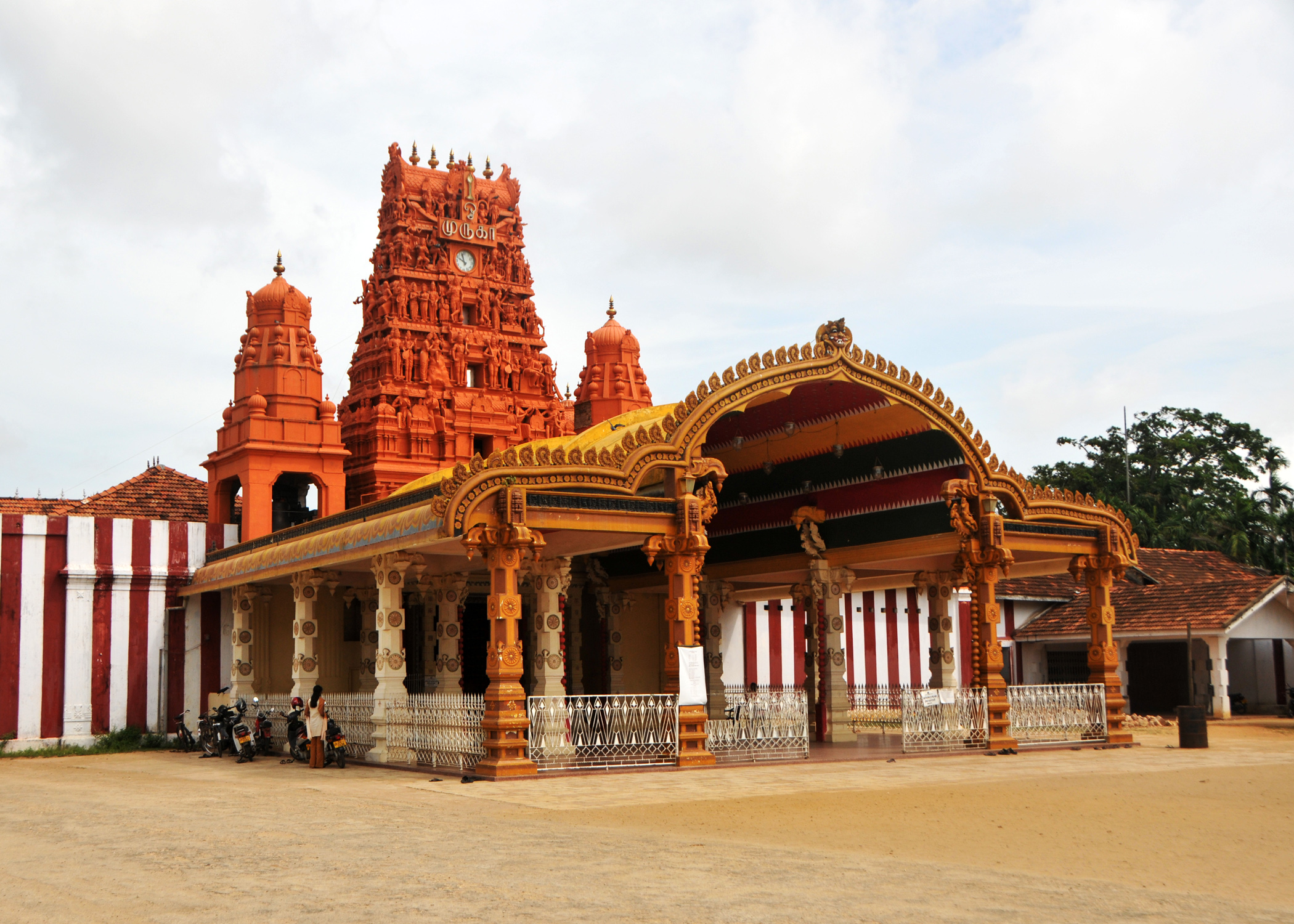
자프나에 있는 날루르 칸다스와미 사원은 카르티케야에게 헌정되었다.

카르티케야는 네팔에서 쿠마르로 숭배된다. 스리랑카에서 무루간은 주로 타밀족 사람들에게 무루간으로, 싱할라족에게는 수호신인 카타라가마 데비요로 숭배된다. 섬 전역에 수많은 무루간 사원이 존재하는데, 여기에는 카타라가마 사원, 날루르 칸다스와미 사원, 마비다푸람 칸다스와미 사원이 포함된다.
무루간은 타밀족 인구와 타밀계 인구가 많은 지역에서 숭배되며, 여기에는 말레이시아, 싱가포르, 스리랑카, 태국, 인도네시아, 미얀마, 피지, 모리셔스, 세이셸, 레위옹, 남아프리카 공화국, 캐나다, 트리니다드 토바고, 가이아나, 수리남을 포함한 카리브 제도 국가, 그리고 미국과 오스트레일리아를 포함한 인도 이주민 인구가 많은 국가들이 포함된다. 말레이시아 바투 동굴에 있는 스리 수브라마냐르 사원은 무루간에게 헌정되었으며, 입구에 42.7미터 높이의 무루간 동상이 있는데, 이는 세계에서 가장 큰 무루간 동상 중 하나이다. 말레이시아에는 발라탄다유타파니 사원과 나투코타이 체티아르 사원, 마라탄다바르 사원과 칸다스와미 코빌과 같은 다른 사원들도 있다. 스리 텐다유타파니 사원은 싱가포르의 주요 힌두교 사원이다. 무루간 사원은 미국, 캐나다, 영국, 오스트레일리아, 뉴질랜드, 독일 그리고 스위스.

### 축제
카르티케야와 관련된 여러 축제가 열린다.

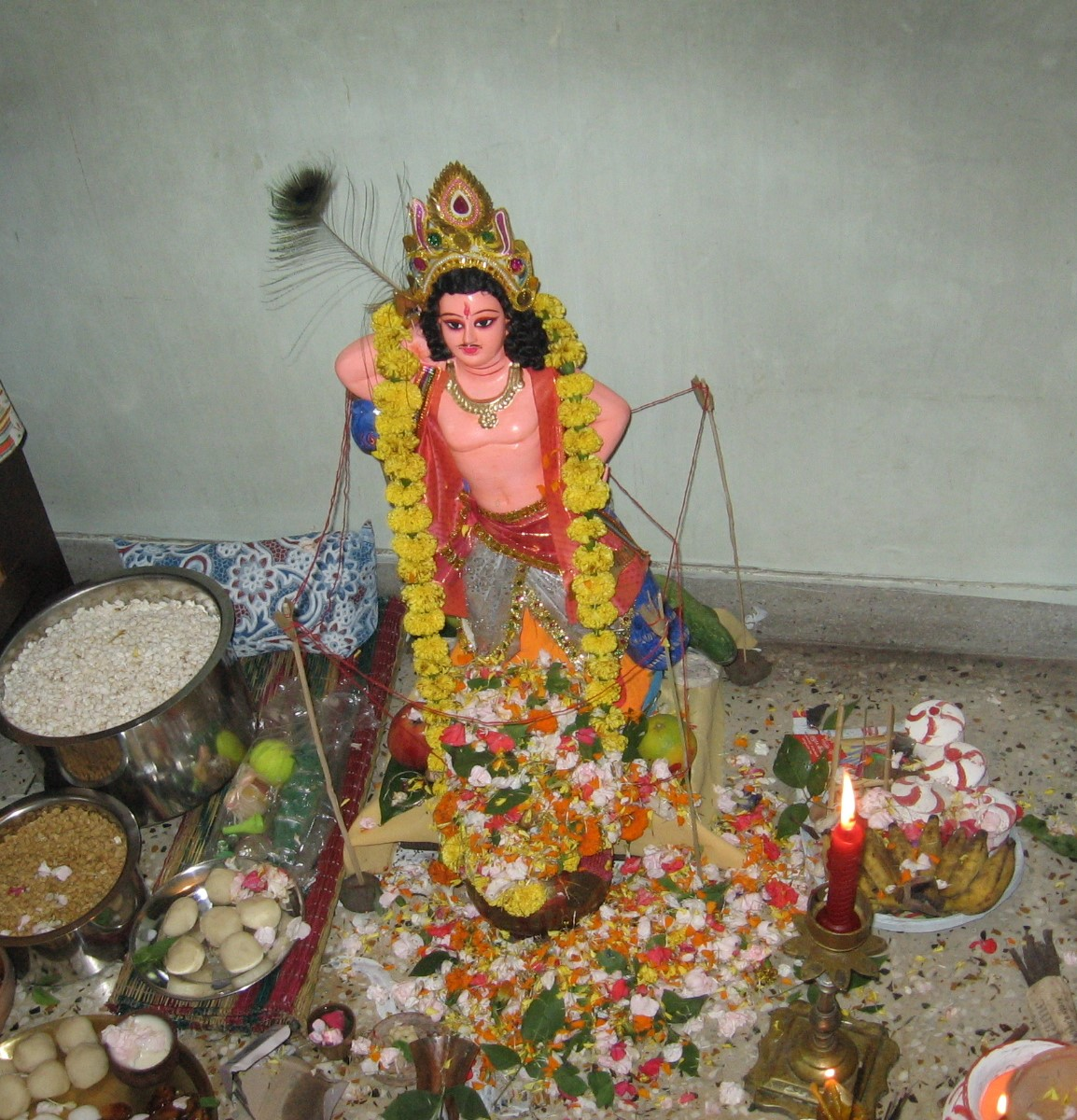
벵골의 카르티크 푸자 동안 카르티케야에게 사탕과 기타 의식 용품과 함께 장난감이 바쳐진다.

- 타이푸삼은 타밀력으로 타이월의 푸르니마 (보름달 날)에 푸샤 별이 합쳐지는 날 기념된다.[113] 이 축제는 무루간이 아수라에 승리한 것을 기념하며, 카바디 아탐 의례를 포함한다.[111]
- 판구니 우티람은 팔구나월의 푸르니마 (보름달 날)에 우티람 별이 합쳐지는 날 열린다.[172] 이 축제는 무루간과 데바세나의 결혼을 기념한다.[173]
- 카르티카 디팜은 카르티카월의 푸르니마에 기념되는 등불 축제이다.[174]
- 바이카시 비사캄은 무루간의 생일을 기념하며, 바이카시월에 비사카 별이 합쳐지는 동안 열린다.[175]
- 칸다 사스티는 타밀력으로 아이파시 또는 카르티카월에 열리며, 무루간이 악마 수라파드마에게 승리한 것을 기념한다.[176]
- 동인도에서는 카르티크월 마지막 날에 카르티케야를 숭배하며, 신혼부부(보통 그들의 친구들)가 집 문 앞에 진흙으로 만든 신상을 놓는다. 신상은 다음 날 저녁에 숭배되며 장난감을 바친다. 이 신은 두르가 푸자 축제 기간에도 숭배되는데, 이때 카르티케야는 공작을 타고 활과 화살을 휘두르는 젊은 남자로 묘사된다. 그는 쿠마라, 즉 미혼인 독신자로 언급된다.[141]
- 네팔에서는 음력 지예슈타월의 보름달이 차오르는 여섯째 날에 시티 나카(쿠마르 샤스티)가 기념된다. 이 축제는 수원지를 청소하고 잔치를 벌이는 것으로 기념된다.[146]

### 설명주
1. ↑  Kartikeya's marital status varies across regions. In South Indian traditions, he has two wives — Deivanai (identified with Devasena) and Valli whereas some Sanskrit scriptures only mention Devasena (also known as Shashthi) as his wife. He is also considered celibate in parts of North India.[4][5]
2. ↑  कुमारं माता युवतिः समुब्धं गुहा बिभर्ति न ददाति पित्रे । अनीकमस्य न मिनज्जनासः पुरः पश्यन्ति निहितमरतौ ॥१॥ कमेतं त्वं युवते कुमारं पेषी बिभर्षि महिषी जजान । पूर्वीर्हि गर्भः शरदो ववर्धापश्यं जातं यदसूत माता ॥२॥ हिरण्यदन्तं शुचिवर्णमारात्क्षेत्रादपश्यमायुधा मिमानम् । ददानो अस्मा अमृतं विपृक्वत्किं मामनिन्द्राः कृणवन्ननुक्थाः ॥३॥ क्षेत्रादपश्यं सनुतश्चरन्तं सुमद्यूथं न पुरु शोभमानम् । न ता अगृभ्रन्नजनिष्ट हि षः पलिक्नीरिद्युवतयो भवन्ति ॥४॥ (...) Hymn 5.2, Wikisource;
English: "The youthful Mother keeps the Boy in secret pressed to her close, nor yields him to the Father. But, when he lies upon the arm, the people see his unfading countenance before them. [5.2.1] What child is this thou carriest as handmaid, O Youthful One? The Consort-Queen hath bome him. The Babe unborn increased through many autumns. I saw him born what time his Mother bare him. [5.2.2] I saw him from afar gold-toothed, bright-coloured, hurling his weapons from his habitation, What time I gave him Amrta free from mixture. How can the Indraless, the hymnless harm me? [5.2.3] I saw him moving from the place he dwells in, even as with a herd, brilliantly shining. These seized him not: he had been born already. They who were grey with age again grow youthful. [5.2.4]
– Translated by Ralph T.H. Griffith, Wikisource
3. ↑  Verse 7.26.2 states Kumara is Skanda, but there are stylistic differences between this verse and the rest of the chapter. This may be because this verse was interpolated into the text at a later date.[52]
4. ↑  As per Pinkalandai, Vel means either the slayer of Tarakasura, the Chalukya kings or the god of love. The Chalukya kings were called as "Velpularasar" in the Tamil lexicons meaning rulers of Vel country.[2][3]

### 참조주
1. ↑  Zvelebil 1991, 87쪽.
2. 1 2  Kumar 2008, 179쪽.
3. 1 2  Pillai 2004, 17쪽.
4. 1 2  Dalal 2010, 251쪽.
5. 1 2 3 4  Varadara 1993, 113–114쪽.
6. 1 2 3 4 5  Lochtefeld 2002, 655–656쪽.
7. 1 2 3  Civaraman 2006, 55쪽.
8. ↑  Apte 1988, 146쪽.
9. 1 2 3  Kozlowski & Jackson 2013, 140쪽.
10. ↑  〈Skanda | Hindu deity〉. 《Britannica》. 2018년 12월 3일에 원본 문서에서 보존된 문서. 2019년 4월 18일에 확인함.
11. ↑  Clothey 1978, 1, 22–25, 35–39, 49–58, 214–216쪽.
12. ↑  Gopal 1990, 80쪽.
13. ↑  “Lord Murukan, the embodiment of beauty and love”. 《murugan.org》. 2025년 6월 21일에 확인함.
14. ↑  Mann 2011, 104–106쪽. sfn 오류: 여러 대상 (2×): CITEREFMann2011 (도움말)
15. ↑  Thomas 1877, 60-62쪽.
16. ↑  Mann 2011, 123–124쪽. sfn 오류: 여러 대상 (2×): CITEREFMann2011 (도움말)
17. 1 2  Clothey 1978, 51쪽.
18. ↑  Clothey 1978, 49–51, 54–55쪽.
19. ↑  Dalal 2010, 67쪽.
20. 1 2  Vanamali 2013, 72쪽.
21. 1 2  Handelman 2013, 33쪽.
22. 1 2  Handelman 2013, 31쪽.
23. 1 2  Kalidasa 1901, 120-135쪽.
24. ↑  Clothey 1978, 51–52쪽.
25. 1 2 3  Vadivella Belle 2018, 178쪽.
26. ↑  Clothey 1978, 82쪽.
27. ↑  Clothey 1978, 55–56쪽.
28. ↑  Athyal 2015, 320쪽.
29. ↑  Collins 1991, 141쪽.
30. ↑  Bhoothalingam 2016, 48-52쪽.
31. ↑  Krishna 2017, 185쪽.
32. ↑  Clothey 1978, 86, 118쪽.
33. ↑  Zvelebil 1973, 31쪽.
34. 1 2 3  Handelman 2013, 32쪽.
35. ↑  Clothey 1978, 55쪽.
36. ↑  Zvelebil 1973, 18쪽.
37. ↑  Handelman 2013, 34쪽.
38. ↑  《Gaṇeśapurāṇa Krīḍākhaṇḍa》. Harrassowitz. 2008. ix쪽. ISBN 978-3-447-05472-0.
39. ↑  《The Śiva-Purāṇa》. Motilal Banarsidass. 2022. ISBN 978-9-390-06439-7.
40. ↑  Clothey 1978, 42쪽.
41. ↑  Chatterjee 1970, 91쪽.
42. ↑  Lochtefeld 2002, 185-186쪽.
43. ↑  Narayan 2007, 149쪽.
44. ↑  Pattanaik 2000, 29쪽.
45. ↑  Handelman 2013, 56쪽.
46. ↑  Clothey 1978, 49–51쪽.
47. ↑  Clothey 1978, 46–51쪽.
48. ↑  Clothey 1978, 48–51쪽.
49. ↑  Clothey 1978, 50–51쪽.
50. ↑  Clothey 1978, 49–50쪽.
51. ↑  Hume 1921, 50쪽.
52. ↑  Hume 1921, 283쪽.
53. ↑  Clothey 1978, 49, 54–55쪽.
54. ↑  Clothey 1978, 49–53쪽.
55. ↑  Heifetz 1990, 1쪽.
56. ↑  Tagare 1996, ix쪽.
57. ↑  Bakker 2014, 4–6쪽.
58. 1 2  Rocher 1986, 114, 229–238쪽.
59. ↑  Kurukkal 1961, 131쪽.
60. ↑  Doniger 1993, 59–83쪽.
61. ↑  Mann 2011, 187쪽. sfn 오류: 여러 대상 (2×): CITEREFMann2011 (도움말)
62. ↑  Bakker 2014, 1–3쪽.
63. ↑  《Journal of Tamil Studies, Volume 1》 (영어). International Institute of Tamil Studies. 1969. 131쪽. 13 November 2017에 원본 문서에서 보존된 문서.
64. ↑  Sinha 1979, 57쪽.
65. ↑  “Korravai”. Britannica. 2017년 11월 7일에 원본 문서에서 보존된 문서. 2017년 11월 7일에 확인함.
66. ↑  Zvelebil 1973, 125–127쪽.
67. ↑  Balasubrahmanyam 1966, 8쪽.
68. ↑  Subramanian 1978, 161쪽.
69. ↑  Chia, Siang Kim (2016). “Kumāra”. 《Digital Dictionary of Buddhism》. 2019년 11월 5일에 확인함.
70. 1 2  Gombrich & Obeyesekere 1988, 176-180쪽.
71. ↑  Mann 2011, 111–114쪽. sfn 오류: 여러 대상 (2×): CITEREFMann2011 (도움말)
72. ↑  Mann 2011, 113–114, 122–126쪽. sfn 오류: 여러 대상 (2×): CITEREFMann2011 (도움말)
73. ↑  Mann 2011, 122–126쪽. sfn 오류: 여러 대상 (2×): CITEREFMann2011 (도움말)
74. ↑  Srinivasan 2007, 333–335쪽.
75. ↑  Mann 2011, 124–126쪽. sfn 오류: 여러 대상 (2×): CITEREFMann2011 (도움말)
76. ↑  Alphonse 1997, 167쪽.
77. ↑  “Vanquishing the demon”. 《더 힌두》. 2005년 12월 5일. 2023년 11월 26일에 원본 문서에서 보존된 문서. 2023년 11월 1일에 확인함.
78. ↑  Mann 2011, 123-126 with footnotes쪽. sfn 오류: 여러 대상 (2×): CITEREFMann2011 (도움말)
79. ↑  Srinivasan 2007, 333–336, 515–516쪽.
80. ↑  “The Vehicle Lord Murugan rides is a peacock called Paravani”. Gandhi Luthuli Documentation Center. 2023년 9월 24일에 원본 문서에서 보존된 문서. 2023년 12월 1일에 확인함.
81. ↑  Vadivella Belle 2018, 194쪽.
82. ↑  Zvelebil 1973, 243쪽.
83. ↑  Edwardes, Marian (1952). 《A Dictionary of Non-Classical Mythology》 (영어). Mittal Publications.
84. ↑  India, Numismatic Society of (1978). 《The Journal of the Numismatic Society of India》 (영어). Numismatic Society of India, P.O. Hindu University.
85. ↑  Randhawa, Mohinder Singh (1970). 《Essays on History, Literature, Art, and Culture: Presented to Dr. M. S. Randhawa on His Sixtieth Birthday by His Friends and Admirers》 (영어). Atma Ram.
86. ↑  Mann, Richard D. (2011년 11월 25일). 《The Rise of Mah?sena: The Transformation of Skanda-K?rttikeya in North India from the Ku???a to Gupta Empires》 (영어). BRILL. ISBN 978-90-04-21754-6.
87. ↑  Ghurye 1977, 152-167쪽.
88. ↑  Pillai 1997, 159-160쪽.
89. ↑  Cutler 2008, 146쪽.
90. 1 2  Clothey 1978, 3쪽.
91. ↑  Clothey 1978, 3–4쪽.
92. ↑  Clothey 1978, 1–2쪽.
93. ↑  Clothey 1978, 10–14쪽.
94. ↑  Lochtefeld 2002, 450쪽.
95. ↑  Ramaswamy 2007, 152-153쪽.
96. ↑  Hoole R., Charles (1993). 《Modern Sannyasins, Parallel Society and Hindu Replications: A Study of the Protestant Contribution to Tamil Culture in Nineteenth Century Sri Lanka against a Historical Background》 (PDF). McMaster University. 96쪽. 2017년 8월 11일에 원본 문서 (PDF)에서 보존된 문서. 2024년 6월 13일에 확인함.
97. ↑  Chandran, Subramaniam (2016년 5월 3일). “Devotion as Social Identity: The Story of the Tamil Deity”. SSRN 2773448. 2023년 10월 18일에 원본 문서에서 보존된 문서. 2023년 9월 16일에 확인함.
98. ↑  Vadivella Belle 2018, 140쪽.
99. ↑  Buswell & Lopez 2013, 452쪽.
100. ↑  Mann 2011, 32쪽. sfn 오류: 여러 대상 (2×): CITEREFMann2011 (도움말)
101. ↑  Howard 2006, 373, 380–381쪽.
102. 1 2  Sorensen 2011, 124-125쪽.
103. ↑  Hodous & Soothill 2004, 12, 23쪽.
104. ↑  Trainor 2001, 123쪽.
105. ↑  Parpola 2015, 285쪽.
106. 1 2  Kent 2005, 170-174쪽.
107. 1 2 3  Bhoothalingam 2016, 18쪽.
108. ↑  Koh & Ho 2009, 176쪽.
109. ↑  Leong 1992, 10쪽.
110. ↑  Hume 2020, 89쪽.
111. 1 2 3 4  Javier 2014, 387쪽.
112. ↑  Vadlamani, Laxmi Naresh; Gowda, Mahesh (2019). 《Practical implications of Mental Healthcare Act 2017: Suicide and suicide attempt》. 《Indian Journal of Psychiatry》 61 (National library of medicine, United States). S750–S755쪽. doi:10.4103/psychiatry.IndianJPsychiatry_116_19. PMC 6482674. PMID 31040468.
113. 1 2  Roy 2005, 462쪽.
114. ↑  Williams 2016, 334쪽.
115. ↑  Abram 2003, 517쪽.
116. ↑  “Tonsure ritual in Hinduism”. 《Rob Putsey》. 2023년 9월 30일에 원본 문서에서 보존된 문서. 2023년 12월 1일에 확인함.
117. ↑  Clothey, Fred W. (1972). 《Pilgrimage Centers in the Tamil Cultus of Murukan》. 《Journal of the American Academy of Religion》 40 (Oxford University Press). 82쪽. JSTOR 1461919.
118. ↑  “Tonsuring and ear piercing”. 《타밀나두주 정부》. 2023년 7월 26일에 원본 문서에서 보존된 문서. 2023년 12월 1일에 확인함.
119. ↑  “Hundreds of devotees go on padayatra to Palani hill temple for Thai Poosam”. 《더 힌두》. 2024년 1월 21일. 2024년 6월 1일에 확인함.
120. ↑  “Arogara for Vetrivel Murugan”. 《아시아넷 뉴스》. 2021년 11월 9일. 2024년 6월 1일에 확인함.
121. ↑  “Ten powerful Murugan mantras”. 《자그란 프라카산》. 2024년 8월 9일. 2024년 11월 1일에 확인함.
122. ↑  Bergunder, Michael; Frese, Heiko; Schröder, Ulrike (2011). 《Ritual, Caste, and Religion in Colonial South India》. Primus Books. 107쪽. ISBN 978-9-380-60721-4.
123. ↑  Raman, Srilata (2022). 《The Transformation of Tamil Religion: Ramalinga Swamigal (1823–1874) and Modern Dravidian Sainthood》. 라우틀리지. 30쪽. ISBN 978-1-317-74473-3.
124. ↑  Alagesan, Serndanur Ramanathan (2013). 《Skanda Shasti Kavacham》 4판. Nightingale. 136쪽. ISBN 978-9-380-54108-2.
125. ↑  Krishnan, Valaiyappetai R. (2016년 10월 31일). “Know the story of Kanda Shasti Kavasam”. 《비카탄》. 2020년 8월 6일에 확인함.
126. ↑  “Kundru Irukkum Idamellam Kumaran Iruppan”. 《말라이 말라르》. 2024년 5월 10일. 2024년 6월 4일에 원본 문서에서 보존된 문서. 2024년 6월 1일에 확인함.
127. ↑  Ramaswamy 2007, 293쪽.
128. ↑  Aiyar 1982, 190쪽.
129. ↑  “Famous 24 Subramanya Swamy temples”. 《Tapioca》. 2024년 5월 18일에 원본 문서에서 보존된 문서. 2023년 12월 1일에 확인함.
130. ↑  Mathew 2017, 377쪽.
131. ↑  “Sree Subramanya Swamy Temple”. 《Kerala Tourism》. 2018년 8월 17일에 원본 문서에서 보존된 문서. 2018년 8월 17일에 확인함.
132. ↑  “Sir Subrahmanyeswara Swamy Temple”. 《Mopi Devi Temple》. 2018년 8월 15일에 원본 문서에서 보존된 문서. 2018년 8월 15일에 확인함.
133. ↑  “Sri Subrahmanya Devalayam”. 2018년 8월 22일에 원본 문서에서 보존된 문서. 2018년 8월 15일에 확인함.
134. ↑  “Sri Subrahmanya Devalayam, Skandagiri”. 《Sri Subrahmanya Devalayam》. 2018년 8월 6일에 원본 문서에서 보존된 문서. 2018년 8월 15일에 확인함.
135. ↑  “Sri Subrahmanyaswamy Temple, Skandagiri, Secunderabad”. 《트립어드바이저》. 2018년 8월 15일에 원본 문서에서 보존된 문서. 2018년 8월 15일에 확인함.
136. ↑  “Mallamu Subramanyaswamy temple”. 《Prudwi》. 2018년 8월 15일에 원본 문서에서 보존된 문서. 2018년 8월 15일에 확인함.
137. ↑  “Sri Subramanyeswara Swamy Temple, Mallam”. 《1nellore》. 2018년 8월 15일에 원본 문서에서 보존된 문서. 2018년 8월 15일에 확인함.
138. ↑  “Sri Subramanya Swamy Temple in Vijayawada, Indrakeeladri Hill Temple”. 《Vijayawadaonline.in》. 2022년 1월 19일에 원본 문서에서 보존된 문서. 2022년 1월 19일에 확인함.
139. ↑  “Kukke Subrahmanya Temple”. 《Mangalore.com》. 2010년 4월 28일에 원본 문서에서 보존된 문서. 2018년 8월 15일에 확인함.
140. ↑  “Kukke Subramanya Temple”. 《Kukke》. 2018년 8월 15일에 원본 문서에서 보존된 문서. 2018년 8월 15일에 확인함.
141. 1 2  Pattanaik 2014.
142. ↑  “Kartikeya Temple”. 《Haryana Tourism》. 2018년 8월 15일에 원본 문서에서 보존된 문서. 2018년 8월 15일에 확인함.
143. ↑  “Himalaya's hidden gem: Pilgrimage to Karthik Swami temple”. 《힌두스탄 타임스》. 2017년 4월 1일. 2018년 12월 8일에 원본 문서에서 보존된 문서. 2018년 8월 23일에 확인함.
144. ↑  “Kullu Dussehra”. 히마찰프라데시주 정부. 2023년 4월 6일에 원본 문서에서 보존된 문서. 2023년 12월 1일에 확인함.
145. ↑  “Kelang or Kartikeya Temple”. 《Bharmour View》. 2021년 10월 24일에 원본 문서에서 보존된 문서. 2021년 10월 13일에 확인함.
146. 1 2  “Newar community observes Sithi Nakha festival by worshiping water sources”. 《Myrepublica》. 2023년 5월 25일. 2024년 3월 9일에 원본 문서에서 보존된 문서. 2023년 12월 1일에 확인함.
147. ↑  Pathmanathan, S (September 1999). 《The guardian deities of Sri Lanka: Skanda-Murgan and Kataragama》. 《The Journal of the Institute of Asian Studies》 (The institute of Asian studies). 26 September 2010에 원본 문서에서 보존된 문서.
148. ↑  Bechert, Heinz (1970). 《Skandakumara and Kataragama: An Aspect of the Relation of Hinduism and Buddhism in Sri Lanka》. 《Proceedings of the Third International Tamil Conference Seminar》 (Paris: International Association of Tamil Research). 25 September 2010에 원본 문서에서 보존된 문서.
149. ↑  Star, The. “Tallest statue of deity unveiled”. 2018년 8월 15일에 원본 문서에서 보존된 문서. 2018년 8월 15일에 확인함.
150. ↑  〈Batu Caves〉. 《Britannica》. 2018년 8월 15일에 원본 문서에서 보존된 문서. 2018년 8월 15일에 확인함.
151. ↑  “Tour Information”. 《ICHSS》. 2018년 10월 27일에 원본 문서에서 보존된 문서. 2018년 9월 2일에 확인함.
152. ↑  A, Jeyaraj (2016년 7월 16일). “Hindu Temples In Ipoh”. 《Ipohecho》. 2018년 9월 2일에 원본 문서에서 보존된 문서. 2018년 9월 2일에 확인함.
153. ↑  “Ipoh Kallumalai Murugan Temple, Ipoh”. 《Inspirock》. 2018년 9월 2일에 원본 문서에서 보존된 문서. 2018년 9월 2일에 확인함.
154. ↑  “10,000 celebrate Masi Magam festival Sannayasi Andavar Temple in Cheng”. 《The Star》. 2018년 9월 2일에 원본 문서에서 보존된 문서. 2018년 9월 2일에 확인함.
155. ↑  “Home Page of Sri Thendayuthapani Temple”. 《Sri Thendayuthapani Temple》. 2015년 7월 6일에 원본 문서에서 보존된 문서. 2018년 8월 15일에 확인함.
156. ↑  “Shiva Murugan Temple”. 2008년 4월 14일에 원본 문서에서 보존된 문서. 2018년 8월 15일에 확인함.
157. ↑  “Hindu temple headed for banks of Deep River”. 《The Chatham News + Record》. 2020년 8월 3일에 원본 문서에서 보존된 문서. 2019년 4월 22일에 확인함.
158. ↑  “Explanation of Deities”. 《Sivananda.org》. 2018년 8월 22일에 원본 문서에서 보존된 문서. 2018년 8월 15일에 확인함.
159. ↑  “High Gate Hill Temple”. 《High Gate Hill Murugan》. 2018년 8월 9일에 원본 문서에서 보존된 문서. 2018년 8월 16일에 확인함.
160. ↑  “The London Sri Murugan”. 《London Sri Murugan Temple》. 2018년 8월 9일에 원본 문서에서 보존된 문서. 2018년 8월 16일에 확인함.
161. ↑  “Leicester Shri Murugan (Hindu) Temple”. 《Registered charities in England》. 2018년 8월 16일에 원본 문서에서 보존된 문서. 2018년 8월 16일에 확인함.
162. ↑  “Sri Murugan Temple”. 《Official visitor website for Leicestershire》. 2018년 8월 17일에 원본 문서에서 보존된 문서. 2018년 8월 16일에 확인함.
163. ↑  “Lord Murugan Temple”. 2018년 8월 16일에 원본 문서에서 보존된 문서. 2018년 8월 16일에 확인함.
164. ↑  “Sydney Murugan Temple”. 《Sydney Murugal Temple》. 2018년 8월 16일에 원본 문서에서 보존된 문서. 2025년 3월 14일에 확인함.
165. ↑  “Perth Bala Murugan”. 《Perth Murugan Temple》. 2018년 8월 16일에 원본 문서에서 보존된 문서. 2018년 8월 16일에 확인함.
166. ↑  “Kundrathu Kumaran Temple”. 《Kumaran Temple》. 2018년 8월 16일에 원본 문서에서 보존된 문서. 2018년 8월 16일에 확인함.
167. ↑  “New Zealand Thirumurugan Temple”. 《New Zealand Murugan Temple》. 2018년 8월 15일에 원본 문서에서 보존된 문서. 2018년 8월 16일에 확인함.
168. ↑  Reeves 2014, 173쪽.
169. ↑  “Architectural History – Sri Mayurapathy Murugan Temple Berlin”. 《Mayurapathy Murugan》 (독일어). 2022년 8월 9일에 원본 문서에서 보존된 문서. 2022년 8월 9일에 확인함.
170. ↑  “Unusual sightseeing in Berlin: a Hindu temple beside a highway”. 《Secretcitytravel.com》. 2022년 11월 29일에 원본 문서에서 보존된 문서. 2022년 8월 9일에 확인함.
171. ↑  “Hinduismus : Religionen in der Schweiz / Religions en Suissse : Universität Luzern”. 《Religionenschweiz》. 2009년 6월 2일. 2015년 2월 15일에 원본 문서에서 보존된 문서.
172. ↑  Ramaswamy 2007, 131쪽.
173. ↑  Pechilis 2013, 155쪽.
174. ↑  Spagnoli & Samanna 1999, 133쪽.
175. ↑  “Vaikasi Visakam 2023: Date, Time, Significance”. 《타임스 오브 인디아》. 2023년 6월 3일. 2024년 2월 13일에 원본 문서에서 보존된 문서. 2024년 1월 22일에 확인함.
176. ↑  “The fall of demons”. 《더 힌두》. 2012년 12월 27일. 2024년 6월 3일에 원본 문서에서 보존된 문서. 2023년 12월 1일에 확인함.

## 참고 자료
- Abram, David (2003). 《South India》. 러프 가이드. ISBN 978-1-843-53103-6.
- Aiyar, P. V. Jagadisa (1982). 《South Indian Shrines: Illustrated》. Asian Educational Services. ISBN 978-0-470-82958-5.
- Alphonse, Xavier (1997). 《Kanthapura to Malgudi: Cultural Values and Assumptions in Selected South Indian Novelists in English》. Prestige. ISBN 978-8-1755-1030-2. 2024년 6월 3일에 원본 문서에서 보존된 문서. 2017년 4월 19일에 확인함.
- Apte, Vaman Shivaram (1988). 《Sanskrit-English Dictionary: Containing Appendices on Sanskrit Prosody and Important Literary and Geographical Names in the Ancient History of India》. 모틸랄 바나르시다스. ISBN 978-8-120-80045-8.
- Athyal, Jesudas M. (2015). 《Religion in Southeast Asia: An Encyclopedia of Faiths and Cultures: An Encyclopedia of Faiths and Cultures》. ABC-Clio. ISBN 978-1-610-69250-2.
- Bakker, Hans (2014). 《The World of the Skandapurāṇa》. Brill Academic. ISBN 978-9-004-27714-4.
- Balasubrahmanyam, S. R. (1966). 《Early Chola Art Part 1》. New Asia Publishing House.
- Bhoothalingam, Mathuram (2016).  S., Manjula, 편집. 《Temples of India Myths and Legends》. Ministry of Information and Broadcasting, Government of India. ISBN 978-8-123-01661-0. 2024년 8월 21일에 원본 문서에서 보존된 문서. 2024년 8월 21일에 확인함.
- Buswell, Robert; Lopez, Donald (2013). 《The Princeton Dictionary of Buddhism》. 프린스턴 대학교 출판부. ISBN 978-1-400-84805-8. 2024년 6월 3일에 원본 문서에서 보존된 문서. 2017년 4월 20일에 확인함.
- Chatterjee, Asim Kumar (1970). 《The Cult of Skanda-Kārttikeya in Ancient India》. 미시간 대학교.
- Civaraman, Akila (2006). 《Kandha Puranam》. Giri Trading. ISBN 978-8-179-50397-3. 2024년 8월 20일에 원본 문서에서 보존된 문서. 2024년 8월 20일에 확인함.
- Clothey, Fred W. (1978). 《The Many Faces of Murukan̲: The History and Meaning of a South Indian God》. 발터 드 그루이터. ISBN 978-90-279-7632-1.
- Collins, Marie Elizabeth (1991). 《Murugan's Lance: Power and Ritual. The Hindu Tamil Festival of Thaipusam in Penang, Malaysia》. 캘리포니아 대학교. 2024년 8월 21일에 원본 문서에서 보존된 문서. 2024년 6월 7일에 확인함.
- Cutler, Norman (2008).  Flood, Gavin, 편집. 《The Blackwell Companion to Hinduism》. 존 와일리 앤드 선즈. ISBN 978-0-470-99868-7. 2024년 3월 29일에 원본 문서에서 보존된 문서. 2017년 4월 21일에 확인함.
- Dalal, Roshen (2010). 《The Religions of India: A Concise Guide to Nine Major Faiths》. 펭귄 북스. ISBN 978-0-14-341517-6.
- Doniger, Wendy, 편집. (1993). 《Purāṇa Perennis: Reciprocity and Transformation in Hindu and Jaina Texts》. 뉴욕 주립 대학교. ISBN 978-0-791-41382-1.
- Leong, Gregory (1992). 《Festivals of Malaysia》. 미시간 대학교. ISBN 978-9-679-78388-9.
- Fleming, Benjamin; Mann, Richard (2014). 《Material Culture and Asian Religions: Text, Image, Object》. 라우틀리지. ISBN 978-1-135-01373-8. 2024년 8월 21일에 원본 문서에서 보존된 문서. 2017년 4월 21일에 확인함.
- Ghurye, Govind Sadashiv (1977). 《Indian Acculturation: Agastya and Skanda》. Popular Prakashan. 2023년 12월 26일에 원본 문서에서 보존된 문서. 2017년 4월 19일에 확인함.
- Gombrich, Richard Francis; Obeyesekere, Gananath (1988). 《Buddhism Transformed: Religious Change in Sri Lanka》. 모틸랄 바나르시다스. ISBN 978-8-120-80702-0. 2024년 8월 20일에 원본 문서에서 보존된 문서. 2017년 4월 19일에 확인함.
- Gopal, Madan (1990).  K.S. Gautam, 편집. 《India through the ages》. Ministry of Information and Broadcasting, Government of India.
- Handelman, Don (2013). 《One God, Two Goddesses, Three Studies of South Indian Cosmology》. Brill Publishers. ISBN 978-9-004-25739-9.
- Heifetz, Hank (1990). 《The origin of the young god : Kālidāsa's Kumārasaṃbhava》. 모틸랄 바나르시다스. ISBN 978-8-120-80754-9. OCLC 29743892. 2024년 6월 3일에 원본 문서에서 보존된 문서. 2024년 1월 22일에 확인함.
- Hodous, Lewis; Soothill, William Edward (2004). 《A dictionary of Chinese Buddhist terms : with Sanskrit and English equivalents and a Sanskrit-Pali index》. 라우틀리지. ISBN 978-1-13579-122-3. OCLC 275253538.
- Howard, Angela Falco (2006). 《Chinese Sculpture》. 예일 대학교 출판부. ISBN 978-0-300-10065-5.
- Hume, Robert (1921). 《The Thirteen Principal Upanishads》. 옥스퍼드 대학교 출판부. ISBN 978-0-19563-743-4.
- Hume, Lynne (2020). 《Portals: Opening Doorways to Other Realities Through the Senses》. 테일러 앤드 프랜시스. ISBN 978-1-000-18987-2. 2024년 7월 16일에 원본 문서에서 보존된 문서. 2024년 8월 21일에 확인함.
- Javier, A.G. (2014). 《They Do What: A Cultural Encyclopedia of Extraordinary and Exotic Customs from Around the World》. 블룸즈버리 퍼블리싱. ISBN 979-8-216-15549-2. 2024년 8월 21일에 원본 문서에서 보존된 문서. 2024년 8월 21일에 확인함.
- Kalidasa (1901). 《Works of Kalidasa:Kumarasambhava》. 하버드 대학교. 2024년 8월 21일에 원본 문서에서 보존된 문서. 2024년 8월 21일에 확인함.
- Kent, Alexandra (2005). 《Divinity and Diversity: A Hindu Revitalization Movement in Malaysia》. 하와이 대학교 출판부. ISBN 978-8-791-11489-2. 2024년 7월 16일에 원본 문서에서 보존된 문서. 2024년 8월 21일에 확인함.
- Koh, Jaime; Ho, Lee-Ling (2009). 《Culture and Customs of Singapore and Malaysia》. ABC-Clio. ISBN 978-0-3133-5116-7. 2024년 8월 21일에 원본 문서에서 보존된 문서. 2024년 8월 21일에 확인함.
- Kozlowski, Frances; Jackson, Chris (2013). 《Driven by the Divine: A Seven Year Journey with Shivalinga Swamy and Vinnuacharya》. Author Solutions. ISBN 978-1-4525-7892-7. 2024년 8월 21일에 원본 문서에서 보존된 문서. 2024년 8월 21일에 확인함.
- Krishna, Nanditha (2017). 《Hinduism and Nature》. 펭귄 랜덤 하우스. ISBN 978-9-387-32654-5. 2024년 8월 21일에 원본 문서에서 보존된 문서. 2024년 6월 7일에 확인함.
- Kumar, Raj (2008). 《Encyclopaedia Of Untouchables : Ancient Medieval And Modern》. Gyan Publishing House. ISBN 978-81-7835-664-8. 2023년 6월 30일에 원본 문서에서 보존된 문서. 2023년 10월 30일에 확인함.
- Kurukkal, K. K. (1961). 《A Study of the Kartikeya Cult as reflected in the Epics and the Puranas》. 실론 대학교.
- Lochtefeld, James G. (2002). 《The Illustrated Encyclopedia of Hinduism: N-Z》. 더 로젠 퍼블리싱 그룹. ISBN 978-0-823-93180-4.
- Mann, Richard D. (2011). 《The Rise of Mahāsena: The Transformation of Skanda-Kārttikeya in North India from the Kuṣāṇa to Gupta Empires》. Brill Publishers. ISBN 978-9-004-21886-4.
- Mathew, Biju (September 2017). 《Pilgrimage to Temple Heritage》. Info Kerala Communications. ISBN 978-8-192-12844-3. 2024년 8월 20일에 원본 문서에서 보존된 문서. 2018년 8월 17일에 확인함.
- Narayan, M. K. V. (2007). 《Flipside of Hindu Symbolism: Sociological and Scientific Linkages in Hinduism》. Fultus Corporation. ISBN 978-1-596-82117-0.
- Parpola, Asko (2015). 《The Roots of Hinduism: The Early Aryans and the Indus Civilization》. 옥스퍼드 대학교 출판부. ISBN 978-0-190-22691-6. 2024년 6월 4일에 원본 문서에서 보존된 문서. 2017년 4월 18일에 확인함.
- Pattanaik, Devdutt (2000). 《The Goddess in India: The Five Faces of the Eternal Feminine》. 이너 트레디션스. ISBN 978-0-892-81807-5.
- Pattanaik, Devdutt (2014). 《7 Secrets of the Goddess》. Westland. ISBN 978-9-384-03058-2. 2024년 8월 21일에 원본 문서에서 보존된 문서. 2024년 8월 21일에 확인함.
- Pechilis, Karen (2013). 《Interpreting Devotion: The Poetry and Legacy of a Female Bhakti Saint of India》. 라우틀리지. ISBN 978-1-136-50704-5. 2024년 8월 20일에 원본 문서에서 보존된 문서. 2024년 1월 22일에 확인함.
- Pillai, S. Devadas (1997). 《Indian Sociology Through Ghurye, a Dictionary》. Popular Prakashan. ISBN 978-81-7154-807-1.
- Pillai, V. J. Thamby (2004). 《Origin on the Tamil Vellalas (T.A.- Vol. 1 Pt.10)》. Asian Educational Services.
- Ramaswamy, Vijaya (2007). 《Historical Dictionary of the Tamils》. 스케어크로 프레스. ISBN 978-0-810-86445-0. 2024년 8월 21일에 원본 문서에서 보존된 문서. 2024년 1월 22일에 확인함.
- Reeves, Peter (2014). 《The Encyclopedia of the Sri Lankan Diaspora》. Didier Millet. ISBN 978-9-814-26083-1. 2024년 8월 20일에 원본 문서에서 보존된 문서. 2018년 8월 17일에 확인함.
- Rocher, Ludo (1986). 《The Puranas》. 오토 하라소비츠 페르라크. ISBN 978-3-447-02522-5.
- Roy, Christian (2005). 《Traditional Festivals: A Multicultural Encyclopedia》. 블룸즈버리 퍼블리싱. ISBN 978-1-8510-9689-3. 2024년 8월 21일에 원본 문서에서 보존된 문서. 2024년 8월 21일에 확인함.
- Sinha, Kanchan (1979). 《Kartikeya in Indian art and literature》. Sundeep Prakashan. 2024년 8월 21일에 원본 문서에서 보존된 문서. 2024년 8월 21일에 확인함.
- Sorensen, Henrik (2011).  Orzech, Charles; Sorensen, Henrik; Payne, Richard, 편집. 《Esoteric Buddhism and the Tantras in East Asia》. BRILL Academic. ISBN 978-9-004-18491-6. 2024년 6월 3일에 원본 문서에서 보존된 문서. 2017년 4월 19일에 확인함.
- Spagnoli, Cathy; Samanna, Paramasivam (1999). 《Jasmine and Coconuts: South Indian Tales》. Libraries Unlimited. ISBN 978-1-563-08576-5. 2024년 8월 21일에 원본 문서에서 보존된 문서. 2024년 1월 22일에 확인함.
- Srinivasan, Doris (2007). 《On the Cusp of an Era: Art in the Pre-Kuṣāṇa World》. Brill Academic. ISBN 978-9-004-15451-3.
- Subramanian, A., 편집. (1978). 《New Dimensions in the Study of Tamil Culture》.
- Tagare, Ganesh Vasudeo (1996). 《Studies in Skanda Purāṇa》. 모틸랄 바나르시다스. ISBN 978-8-120-81260-4.
- Thomas, Edward (1877). 《Jainism: Or, The Early Faith of Aṣoka》. Trubner & Company.
- Trainor, Kevin (2001). 《Buddhism: The Illustrated Guide》. 옥스퍼드 대학교 출판부. ISBN 978-0-195-21849-7.
- Vadivella Belle, Carl (2018). 《Thaipusam in Malaysia》. ISEAS 유소프 이샤크 연구소. ISBN 978-9-814-78666-9. 2022년 12월 14일에 원본 문서에서 보존된 문서. 2024년 8월 21일에 확인함.
- Vanamali (2013). 《Shiva: Stories and Teachings from the Shiva Mahapurana》. 사이먼 & 슈스터. ISBN 978-1-62055-249-0. 2024년 8월 21일에 원본 문서에서 보존된 문서. 2024년 6월 4일에 확인함.
- Varadara, Raman (1993). 《Glimpses of Indian Heritage》. Popular Prakashan. ISBN 978-8-171-54758-6.
- Williams, Victoria (2016). 《Celebrating Life Customs Around the World: From Baby Showers to Funerals》. ABC-Clio. ISBN 978-1-440-83659-6. 2023년 8월 6일에 원본 문서에서 보존된 문서. 2024년 8월 21일에 확인함.
- Zvelebil, Kamil (1973). 《The Smile of Murugan: On Tamil Literature of South India》. Brill Publishers. ISBN 978-9-004-03591-1.
- Zvelebil, Kamil (1991). 《Tamil Traditions on Subrahmaṇya-Murugan》. Institute for Asian Studies.

## 같이 보기
- 상감 문학의 무루가